# Stjernerne på Hollywood Walk of Fame
Denne følgende oversigt er en liste over stjernerne på Hollywood Walk of Fame, med navn, kategori og adresse for hver stjerne.
Mere end 2.800 skuespillere, artister m.v. havde i 2018 fået lagt en stjerne på Hollywood Walk of Fame

## A
| Efternavne begyndende med A | Efternavne begyndende med A    | Efternavne begyndende med A    |
| navn                        | kategori                       | adresse                        |
| --------------------------- | ------------------------------ | ------------------------------ |
| Bud Abbott                  | Radio                          | 6333 Hollywood Blvd.           |
| Bud Abbott                  | Motion pictures                | 1611 Vine Street               |
| Bud Abbott                  | Television                     | 6740 Hollywood Blvd.           |
| Paula Abdul                 | Recording                      | 7021 Hollywood Blvd.           |
| Harry Ackerman              | Television                     | 6661 Hollywood Blvd.           |
| Art Acord                   | Motion pictures                | 1709 Vine Street               |
| Roy Acuff                   | Recording                      | 1541 Vine Street               |
| Renée Adorée                | Motion pictures                | 1601 Vine Street               |
| Lou Adler                   | Recording                      | 6901 Hollywood Blvd.           |
| Stella Adler                | Live theatre                   | 6777 Hollywood Blvd.           |
| Antonio Aguilar             | Recording                      | 7060 Hollywood Blvd.           |
| Brian Aherne                | Television                     | 1752 Vine Street               |
| Philip Ahn                  | Motion pictures                | 6211 Hollywood Blvd.           |
| Alabama                     | Recording                      | 7060 Hollywood Blvd.           |
| Licia Albanese              | Recording                      | 6671 Hollywood Blvd.           |
| Eddie Albert                | Television                     | 6441 Hollywood Blvd.           |
| Frank Albertson             | Motion pictures                | 6754 Hollywood Blvd.           |
| Jack Albertson              | Television                     | 6253 Hollywood Blvd.           |
| Edwin "Buzz" Aldrin         | Television                     | Hollywood & Vine St.           |
| Ben Alexander               | Television                     | 6433 Hollywood Blvd.           |
| Muhammad Ali                | Live theatre                   | 6801 Hollywood Blvd.           |
| Debbie Allen                | Television                     | 6908 Hollywood Blvd.           |
| Fred Allen                  | Radio                          | 6709-1/2 Hollywood B           |
| Fred Allen                  | Television                     | 7021 Hollywood Blvd.           |
| Gracie Allen                | Television                     | 6672 Hollywood Blvd.           |
| Rex Allen                   | Motion pictures                | 6821 Hollywood Blvd.           |
| Steve Allen                 | Television                     | 1720 Vine Street               |
| Steve Allen                 | Radio                          | 1537 Vine Street               |
| Tim Allen                   | Television                     | 6834 Hollywood Blvd.           |
| Kirstie Alley               | Motion pictures                | 7000 Hollywood Blvd.           |
| Fran Allison                | Television                     | 6757 Hollywood Blvd.           |
| June Allyson                | Motion pictures                | 1537 Vine Street               |
| Herb Alpert                 | Recording                      | 6929 Hollywood Blvd.           |
| Don Alvarado                | Motion pictures                | 6504 Hollywood Blvd.           |
| Don Ameche                  | Television                     | 6101 Hollywood Blvd.           |
| Don Ameche                  | Radio                          | 6313 Hollywood Blvd.           |
| Adrienne Ames               | Motion pictures                | 1612 Vine Street               |
| Morey Amsterdam             | Radio                          | 6850 Hollywood Blvd.           |
| Broncho Billy Anderson      | Motion pictures                | 1651 Vine Street               |
| Leroy Anderson              | Recording                      | 1620 Vine Street               |
| Mary Anderson               | Motion pictures                | 1645 Vine Street               |
| Marian Anderson             | Recording                      | 6262 Hollywood Blvd.           |
| Julie Andrews               | Motion pictures                | 6901 Hollywood Blvd.           |
| The Andrews Sisters         | Recording                      | 6834 Hollywood Blvd.           |
| Heather Angel               | Motion pictures                | 6301 Hollywood Blvd.           |
| Paul Anka                   | Recording                      | 6840 Hollywood Blvd.           |
| Michael Ansara              | Television                     | 6666 Hollywood Blvd.           |
| Ray Anthony                 | Recording                      | 1751 Vine Street               |
| Roscoe "Fatty" Arbuckle     | Motion pictures                | 6701 Hollywood Blvd.           |
| Army Archerd                | Television                     | 6927 Hollywood Blvd.           |
| Eve Arden                   | Television                     | 6714 Hollywood Blvd.           |
| Eve Arden                   | Radio                          | 6329 Hollywood Blvd.           |
| Richard Arlen               | Motion pictures                | 6755 Hollywood Blvd.           |
| Samuel Z. Arkoff            | Motion pictures                | 7046 Hollywood Blvd.           |
| George Arliss               | Motion pictures                | 6648-1/2 Hollywood Blvd.       |
| Louis Armstrong             | Recording                      | 7601 Hollywood Blvd.           |
| Neil Armstrong              | Television                     | Hollywood & Vine               |
| Desi Arnaz                  | Motion pictures                | 6325-1/2 Hollywood Blvd.       |
| Desi Arnaz                  | Television                     | 6254 Hollywood Blvd.           |
| James Arness                | Television                     | 1751 Vine Street               |
| Eddy Arnold                 | Radio                          | 6775 Hollywood Blvd.           |
| Edward Arnold               | Recording                      | 6225 Hollywood Blvd.           |
| Cliff Arquette              | Radio                          | 6720 Hollywood Blvd.           |
| Jean Arthur                 | Motion pictures                | 6333 Hollywood Blvd.           |
| Robert Arthur & Ken Minyard | se Ken Minyard & Robert Arthur | se Ken Minyard & Robert Arthur |
| Dorothy Arzner              | Motion pictures                | 1500 N. Vine Street            |
| Edward Asner                | Television                     | 6363 Hollywood Blvd.           |
| Nils Asther                 | Motion pictures                | 6705 Hollywood Blvd.           |
| Fred Astaire                | Motion pictures                | 6756 Hollywood Blvd.           |
| Mary Astor                  | Motion pictures                | 6701 Hollywood Blvd.           |
| Gene Austin                 | Recording                      | 6332 Hollywood Blvd.           |
| Gene Autry                  | Motion pictures                | 6644 Hollywood Blvd.           |
| Gene Autry                  | Radio                          | 6520 Hollywood Blvd.           |
| Gene Autry                  | Recording                      | 6384 Hollywood Blvd.           |
| Gene Autry                  | Television                     | 6667 Hollywood Blvd.           |
| Gene Autry                  | Live theatre                   | 7000 Hollywood Blvd.           |
| Dan Avey                    | Radio                          | 6834 Hollywood Blvd.           |
| Agnes Ayres                 | Motion pictures                | 6504 Hollywood Blvd.           |
| Lew Ayres                   | Motion pictures                | 6385 Hollywood Blvd.           |
| Lew Ayres                   | Radio                          | 1724 Vine Street.              |

## B
| Efternavne begyndende med B | Efternavne begyndende med B  | Efternavne begyndende med B  |
| navn                        | kategori                     | adresse                      |
| --------------------------- | ---------------------------- | ---------------------------- |
| Lauren Bacall               | Motion pictures              | 1724 Vine Street             |
| Jim Backus                  | Television                   | 1735 Vine Street             |
| Kevin Bacon                 | Motion pictures              | 6356 Hollywood Blvd.         |
| Lloyd Bacon                 | Motion pictures              | 7011 Hollywood Blvd.         |
| King Baggot                 | Motion pictures              | 6312 Hollywood Blvd.         |
| Jack Bailey                 | Radio                        | 1708 Vine Street             |
| Jack Bailey                 | Television                   | 6411 Hollywood Blvd.         |
| Pearl Bailey                | Recording                    | 7080 Hollywood Blvd.         |
| Fay Bainter                 | Motion pictures              | 7021 Hollywood Blvd.         |
| Anita Baker                 | Recording                    | 7021 Hollywood Blvd.         |
| Art Baker                   | Radio                        | 6509 Hollywood Blvd.         |
| Carroll Baker               | Motion pictures              | 1725 Vine Street             |
| Kenny Baker                 | Radio                        | 6329 Hollywood Blvd.         |
| Phil Baker                  | Radio                        | 6247 Hollywood Blvd.         |
| Lucille Ball                | Motion pictures              | 6436 Hollywood Blvd.         |
| Lucille Ball                | Television                   | 6100 Hollywood Blvd.         |
| Anne Bancroft               | Television                   | 6368 Hollywood Blvd.         |
| Antonio Banderas            | Motion pictures              | 6801 Hollywood Blvd.         |
| Tallulah Bankhead           | Motion pictures              | 6141 Hollywood Blvd.         |
| Vilma Bánky                 | Motion pictures              | 7021 Hollywood Blvd.         |
| Theda Bara                  | Motion pictures              | 6307 Hollywood Blvd.         |
| Lynn Bari                   | Motion pictures              | 6116 Hollywood Blvd.         |
| Lynn Bari                   | Television                   | 6323 Hollywood Blvd.         |
| Bob Barker                  | Television                   | 6714 Hollywood Blvd.         |
| Roger Barkley & Al Lohman   | se Al Lohman & Roger Barkley | se Al Lohman & Roger Barkley |
| Binnie Barnes               | Motion pictures              | 1501 Vine Street             |
| Pepe Barreto                | Television                   | 6536 Hollywood Blvd.         |
| Mona Barrie                 | Motion pictures              | 6140 Hollywood Blvd.         |
| Wendy Barrie                | Motion pictures              | 1708 Vine Street             |
| Bessie Barriscale           | Motion pictures              | 6652 Hollywood Blvd.         |
| Blue Barron                 | Recording                    | 1724 Vine Street             |
| Gene Barry                  | Live theatre                 | 6555 Hollywood Blvd.         |
| Drew Barrymore              | Motion pictures              | 6925 Hollywood Blvd.         |
| Ethel Barrymore             | Motion pictures              | 7001 Hollywood Blvd.         |
| John Barrymore              | Motion pictures              | 6667 Hollywood Blvd.         |
| John Drew Barrymore         | Television                   | 7004 Hollywood Blvd.         |
| Lionel Barrymore            | Motion pictures              | 1724 Vine Street             |
| Lionel Barrymore            | Radio                        | 1651 Vine Street             |
| Richard Barthelmess         | Motion pictures              | 6755 Hollywood Blvd.         |
| Freddie Bartholomew         | Motion pictures              | 6663 Hollywood Blvd.         |
| Billy Barty                 | Television                   | 6922 Hollywood Blvd.         |
| Richard Basehart            | Motion pictures              | 6276 Hollywood Blvd.         |
| Count Basie                 | Recording                    | 6508 Hollywood Blvd.         |
| Kim Basinger                | Motion pictures              | 7021 Hollywood Blvd.         |
| Lina Basquette              | Motion pictures              | 1529 Vine Street             |
| Anne Baxter                 | Motion pictures              | 6741 Hollywood Blvd.         |
| Frank C. Baxter             | Television                   | 6717 Hollywood Blvd.         |
| Les Baxter                  | Recording                    | 6314 Hollywood Blvd.         |
| Warner Baxter               | Motion pictures              | 6284 Hollywood Blvd.         |
| Beverly Bayne               | Motion pictures              | 1752 Vine Street             |
| The Beach Boys              | Recording                    | 1500 Vine Street             |
| The Beatles                 | Recording                    | 7080 Hollywood Blvd.         |
| William Beaudine            | Motion pictures              | 1777 Vine Street             |
| The Bee Gees                | Recording                    | 6845 Hollywood Blvd.         |
| Noah Beery, Jr.             | Television                   | 7047 Hollywood Blvd.         |
| Wallace Beery               | Motion pictures              | 7001 Hollywood Blvd.         |
| Brian Beirne                | Radio                        | 6777 Hollywood Blvd.         |
| Harry Belafonte             | Recording                    | 6721 Hollywood Blvd.         |
| Madge Bellamy               | Motion pictures              | 6517 Hollywood Blvd.         |
| Ralph Bellamy               | Television                   | 6542 Hollywood Blvd.         |
| Donald Bellisario           | Television                   | 7080 Hollywood Blvd.         |
| John Belushi                | Television                   | 6355 Hollywood Blvd.         |
| Bea Benaderet               | Television                   | 1611 Vine Street             |
| Robert Benchley             | Motion pictures              | 1724 Vine Street             |
| William Bendix              | Radio                        | 1638 Vine Street             |
| William Bendix              | Television                   | 6251 Hollywood Blvd.         |
| Tex Beneke                  | Recording                    | 6200 Hollywood Blvd.         |
| Belle Bennett               | Motion pictures              | 1511 Vine Street             |
| Constance Bennett           | Motion pictures              | 6250 Hollywood Blvd.         |
| Joan Bennett                | Motion pictures              | 6300 Hollywood Blvd.         |
| Tony Bennett                | Recording                    | 1560 Vine Street             |
| Jack Benny                  | Motion pictures              | 6650 Hollywood Blvd.         |
| Jack Benny                  | Radio                        | 1505 Vine Street             |
| Jack Benny                  | Television                   | 6372 Hollywood Blvd.         |
| George Benson               | Recording                    | 7055 Hollywood Blvd.         |
| John Beradino               | Television                   | 6801 Hollywood Blvd.         |
| Edgar Bergen                | Television                   | 6425 Hollywood Blvd.         |
| Edgar Bergen                | Motion pictures              | 6766 Hollywood Blvd.         |
| Edgar Bergen                | Radio                        | 6801 Hollywood Blvd.         |
| Ingrid Bergman              | Motion pictures              | 6759 Hollywood Blvd.         |
| Milton Berle                | Radio                        | 6771 Hollywood Blvd.         |
| Milton Berle                | Television                   | 6263 Hollywood Blvd.         |
| Irving Berlin               | Recording                    | 7095 Hollywood Blvd.         |
| Ernani Bernardi             | Recording                    | 7072 Hollywood Blvd.         |
| Sarah Bernhardt             | Motion pictures              | 1751 Vine Street             |
| Ben Bernie                  | Radio                        | 6280 Hollywood Blvd.         |
| Elmer Bernstein             | Motion pictures              | 7083 Hollywood Blvd.         |
| Leonard Bernstein           | Recording                    | 6200 Hollywood Blvd.         |
| Chuck Berry                 | Recording                    | 1777 N. Vine Street          |
| Edna Best                   | Motion pictures              | 6124 Hollywood Blvd.         |
| Charles Bickford            | Television                   | 1620 Vine Street             |
| Charles Bickford            | Motion pictures              | 6780 Hollywood Blvd.         |
| Theodore Bikel              | Live theatre                 | 6233 Hollywood Blvd.         |
| Big Bird                    | Television                   | 7021 Hollywood Blvd.         |
| E. Power Biggs              | Recording                    | 6522 Hollywood Blvd.         |
| Constance Binney            | Motion pictures              | 6301 Hollywood Blvd.         |
| Clint Black                 | Recording                    | 7080 Hollywood Blvd.         |
| Sidney Blackmer             | Motion pictures              | 1625 Vine Street             |
| Carlyle Blackwell           | Motion pictures              | 6340 Hollywood Blvd.         |
| Mel Blanc                   | Radio                        | 6385 Hollywood Blvd.         |
| Joan Blondell               | Motion pictures              | 6311 Hollywood Blvd.         |
| Monte Blue                  | Motion pictures              | 6290 Hollywood Blvd.         |
| Ann Blyth                   | Motion pictures              | 6733 Hollywood Blvd.         |
| Betty Blythe                | Motion pictures              | 1708 Vine Street             |
| Eleanor Boardman            | Motion pictures              | 6928 Hollywood Blvd.         |
| Andrea Bocelli              | Live theatre                 | 7000 Hollywood Blvd.         |
| Humphrey Bogart             | Motion pictures              | 6322 Hollywood Blvd.         |
| Mary Boland                 | Motion pictures              | 6150 Hollywood Blvd.         |
| John Boles                  | Motion pictures              | 6530 Hollywood Blvd.         |
| Richard Boleslawski         | Motion pictures              | 7021 Hollywood Blvd.         |
| Ray Bolger                  | Motion pictures              | 6788 Hollywood Blvd.         |
| Ray Bolger                  | Television                   | 6834 Hollywood Blvd.         |
| Michael Bolton              | Recording                    | 7018 Hollywood Blvd.         |
| Ford Bond                   | Radio                        | 6706 Hollywood Blvd.         |
| Ward Bond                   | Television                   | 6933 Hollywood Blvd.         |
| Beulah Bondi                | Motion pictures              | 1718 Vine Street             |
| Pat Boone                   | Recording                    | 1631 Vine Street             |
| Pat Boone                   | Television                   | 6268 Hollywood Blvd.         |
| Shirley Booth               | Motion pictures              | 6850 Hollywood Blvd.         |
| Olive Borden                | Motion pictures              | 6801 Hollywood Blvd.         |
| Ernest Borgnine             | Motion pictures              | 6324 Hollywood Blvd.         |
| Frank Borzage               | Motion pictures              | 6300 Hollywood Blvd.         |
| Hobart Bosworth             | Motion pictures              | 6522 Hollywood Blvd.         |
| Clara Bow                   | Motion pictures              | 1500 Vine Street             |
| John Bowers                 | Motion pictures              | 1709 Vine Street             |
| Edward (Major) Bowes        | Radio                        | 1513 Vine Street             |
| David Bowie                 | Recording                    | 7021 Hollywood Blvd.         |
| Bill 'Cowboy Rambler' Boyd  | Radio                        | 6101 Hollywood Blvd          |
| Jimmy Boyd                  | Recording                    | 7021 Hollywood Blvd.         |
| William Boyd                | Motion pictures              | 1734 Vine Street             |
| Charles Boyer               | Motion pictures              | 6300 Hollywood Blvd.         |
| Charles Boyer               | Television                   | 6300 Hollywood Blvd.         |
| Eddie Bracken               | Television                   | 6751 Hollywood Blvd.         |
| Eddie Bracken               | Radio                        | 1651 Vine Street             |
| Ray Bradbury                | Motion pictures              | 6644 Hollywood Blvd.         |
| Ed M. Mayor Bradley         |                              | 7000 Hollywood Blvd.         |
| Terry Bradshaw              | Television                   | 7080 Hollywood Blvd.         |
| Alice Brady                 | Motion pictures              | 6201 Hollywood Blvd.         |
| Marlon Brando               | Motion pictures              | 1765 Vine Street             |
| Tom Breneman                | Radio                        | 6290 Hollywood Blvd.         |
| Walter Brennan              | Motion pictures              | 6501 Hollywood Blvd.         |
| Evelyn Brent                | Motion pictures              | 6548 Hollywood Blvd.         |
| George Brent                | Motion pictures              | 1709 Vine Street             |
| George Brent                | Television                   | 1612 Vine Street             |
| Teresa Brewer               | Recording                    | 1708 Vine Street             |
| David Brian                 | Television                   | 7021 Hollywood Blvd.         |
| Mary Brian                  | Motion pictures              | 1559 Vine Street             |
| Fanny Brice                 | Motion pictures              | 6415 Hollywood Blvd.         |
| Fanny Brice                 | Radio                        | 1500 Vine Street             |
| Beau Bridges                | Motion pictures              | 7065 Hollywood Blvd.         |
| Jeff Bridges                | Motion pictures              | 7065 Hollywood Blvd.         |
| Lloyd Bridges               | Television                   | 7065 Hollywood Blvd.         |
| Ray Briem                   | Radio                        | 6125 Hollywood Blvd.         |
| Bernie Brillstein           | Motion pictures              | 7018 Hollywood Blvd.         |
| Elton Britt                 | Recording                    | 6936 Hollywood Blvd.         |
| Barbara Britton             | Television                   | 1719 Vine Street             |
| Cubby Broccoli              | Motion pictures              | 6910 Hollywood Blvd.         |
| Matthew Broderick           | Motion pictures              | 6801 Hollywood Blvd.         |
| James Brolin                | Television                   | 7018 Hollywood Blvd.         |
| Charles Bronson             | Motion pictures              | 6901 Hollywood Blvd.         |
| Hillary Brooke              | Television                   | 6311 Hollywood Blvd.         |
| Garth Brooks                | Recording                    | 1750 Vine Street             |
| Richard Brooks              | Motion pictures              | 6422 Hollywood Blvd.         |
| Pierce Brosnan              | Motion pictures              | 7083 Hollywood Blvd          |
| Cecil Brown                 | Radio                        | 6410 Hollywood Blvd.         |
| Clarence Brown              | Motion pictures              | 1752 Vine Street             |
| Harry Joe Brown             | Motion pictures              | 1777 Vine Street             |
| James Brown                 | Recording                    | 1501 Vine Street             |
| Joe E. Brown                | Motion pictures              | 1680 Vine Street             |
| Johnny Mack Brown           | Motion pictures              | 6101 Hollywood Blvd.         |
| Les Brown                   | Recording                    | 6505 Hollywood Blvd.         |
| Tom Brown                   | Motion pictures              | 1648 Vine Street             |
| Vanessa Brown               | Motion pictures              | 1621 Vine Street             |
| Vanessa Brown               | Television                   | 6528 Hollywood Blvd.         |
| Tod Browning                | Motion pictures              | 6225 Hollywood Blvd.         |
| Dave Brubeck                | Recording                    | 1716 Vine Street             |
| Yul Brynner                 | Motion pictures              | 6162 Hollywood Blvd.         |
| Sandra Bullock              | Motion pictures              | 6801 Hollywood Blvd.         |
| Bugs Bunny                  | Motion pictures              | 7007 Hollywood Blvd.         |
| John Bunny                  | Motion pictures              | 1715 Vine Street             |
| Billie Burke                | Motion pictures              | 6617 Hollywood Blvd.         |
| Sonny Burke                 | Recording                    | 6920 Hollywood Blvd.         |
| Carol Burnett               | Television                   | 6439 Hollywood Blvd.         |
| Smiley Burnette             | Motion pictures              | 6125 Hollywood Blvd.         |
| Bob Burns                   | Motion pictures              | 1601 Vine Street             |
| Bob Burns                   | Radio                        | 6541 Hollywood Blvd.         |
| George Burns                | Live theatre                 | 6672 Hollywood Blvd.         |
| George Burns                | Motion pictures              | 1639 Vine Street             |
| George Burns                | Television                   | 6510 Hollywood Blvd.         |
| Raymond Burr                | Television                   | 6656 Hollywood Blvd.         |
| Bill Burrud                 | Television                   | 6777 Hollywood Blvd.         |
| LeVar Burton                | Television                   | 7000 Hollywood Blvd.         |
| Mae Busch                   | Motion pictures              | 7021 Hollywood Blvd.         |
| Francis X. Bushman          | Motion pictures              | 1651 Vine Street             |
| David Butler                | Motion pictures              | 6561 Hollywood Blvd.         |
| Charles Butterworth         | Motion pictures              | 7036 Hollywood Blvd.         |
| Red Buttons                 | Television                   | 1651 Vine Street             |
| Pat Buttram                 | Television                   | 6382 Hollywood Blvd.         |
| Spring Byington             | Motion pictures              | 6507 Hollywood Blvd.         |
| Spring Byington             | Television                   | 6231 Hollywood Blvd.         |

## C
| Efternavne begyndende med C | Efternavne begyndende med C | Efternavne begyndende med C |
| navn                        | kategori                    | adresse                     |
| --------------------------- | --------------------------- | --------------------------- |
| James Caan                  | Motion pictures             | 6648 Hollywood Blvd.        |
| Sid Caesar                  | Television                  | 7014 Hollywood Blvd.        |
| Nicolas Cage                | Motion pictures             | 7021 Hollywood Blvd.        |
| James Cagney                | Motion pictures             | 6504 Hollywood Blvd.        |
| Sammy Cahn                  | Recording                   | 6540 Hollywood Blvd.        |
| Alice Calhoun               | Motion pictures             | 6815 Hollywood Blvd.        |
| Rory Calhoun                | Motion pictures             | 7007 Hollywood Blvd.        |
| Rory Calhoun                | Television                  | 1752 Vine Street            |
| Maria Callas                | Recording                   | 1680 Vine Street            |
| Rod Cameron                 | Television                  | 1720 Vine Street            |
| Glen Campbell               | Recording                   | 6925 Hollywood Blvd.        |
| Stephen J. Cannell          | Television                  | 7000 Hollywood Blvd.        |
| Dyan Cannon                 | Motion pictures             | 6608 Hollywood Blvd.        |
| Judy Canova                 | Motion pictures             | 6821 Hollywood Blvd.        |
| Judy Canova                 | Radio                       | 6777 Hollywood Blvd.        |
| Cantinflas                  | Motion pictures             | 6438 Hollywood Blvd.        |
| Eddie Cantor                | Motion pictures             | 6648 Hollywood Blvd.        |
| Eddie Cantor                | Television                  | 1770 Vine Street            |
| Eddie Cantor                | Radio                       | 6765 Hollywood Blvd.        |
| Yakima Canutt               | Motion pictures             | 1500 Vine Street            |
| Frank Capra                 | Motion pictures             | 6614 Hollywood Blvd.        |
| Drew Carey                  | Television                  | 6664 Hollywood Blvd.        |
| Harry Carey                 | Motion pictures             | 1521 Vine Street            |
| Harry Carey, Jr.            | Television                  | 6363 Vine Street            |
| Macdonald Carey             | Television                  | 6536 Hollywood Blvd.        |
| Frankie Carle               | Recording                   | 1751 Hollywood Blvd.        |
| George Carlin               | Live theatre                | 1555 Vine Street            |
| Kitty Carlisle Hart         | Motion pictures             | 6611 Hollywood Blvd.        |
| Mary Carlisle               | Motion pictures             | 6679 Hollywood Blvd.        |
| Richard Carlson             | Television                  | 6333 Hollywood Blvd.        |
| Hoagy Carmichael            | Television                  | 1720 Vine Street            |
| Art Carney                  | Television                  | 6627 Hollywood Blvd.        |
| Ken Carpenter               | Radio                       | 6706 Hollywood Blvd.        |
| The Carpenters              | Recording                   | 6931 Hollywood Blvd.        |
| Vikki Carr                  | Recording                   | 6385 Hollywood Blvd.        |
| David Carradine             | Television                  | 7021 Hollywood Blvd.        |
| John Carradine              | Motion pictures             | 6240 Hollywood Blvd.        |
| Keith Carradine             | Television                  | 6233 Hollywood Blvd.        |
| Leo Carrillo                | Motion pictures             | 1635 Vine Street            |
| Leo Carrillo                | Television                  | 1517 Vine Street            |
| Diahann Carroll             | Recording                   | 7005 Hollywood Blvd.        |
| Madeleine Carroll           | Motion pictures             | 6707 Hollywood Blvd.        |
| Nancy Carroll               | Motion pictures             | 1725 Vine Street            |
| Jack Carson                 | Radio                       | 6361 Hollywood Blvd.        |
| Jack Carson                 | Television                  | 1560 Vine Street            |
| Jeannie Carson              | Television                  | 1560 Vine Street            |
| Johnny Carson               | Television                  | 1751 Vine Street            |
| Benny Carter                | Recording                   | 7080 Hollywood Blvd.        |
| Enrico Caruso               | Recording                   | 6625 Hollywood Blvd.        |
| Robert Casadesus            | Recording                   | 6251 Hollywood Blvd.        |
| Johnny Cash                 | Recording                   | 6320 Hollywood Blvd.        |
| Syd Cassyd                  | Television                  | 7080 Hollywood Blvd.        |
| Peggie Castle               | Television                  | 6266 Hollywood Blvd.        |
| Gilbert Cates               | Motion pictures             | 7065 Hollywood Blvd.        |
| Walter Catlett              | Motion pictures             | 1713 Vine Street            |
| Joan Caulfield              | Television                  | 1500 Vine Street            |
| Carmen Cavallaro            | Recording                   | 6301 Hollywood Blvd.        |
| Bennett Cerf                | Television                  | 6407 Hollywood Blvd.        |
| Feodor Chaliapin            | Recording                   | 6770 Hollywood Blvd.        |
| Richard Chamberlain         | Motion pictures             | 7018 Hollywood Blvd.        |
| John Chambers               | Motion pictures             | 7006 Hollywood Blvd.        |
| Stan Chambers               | Television                  | 6922 Hollywood Blvd.        |
| Gower Champion              | Television                  | 6162 Hollywood Blvd.        |
| Marge Champion              | Television                  | 6282 Hollywood Blvd.        |
| Jackie Chan                 | Motion pictures             | 6801 Hollywood Blvd.        |
| Jeff Chandler               | Motion pictures             | 1770 Vine Street            |
| Lon Chaney, Sr.             | Motion pictures             | 7046 Hollywood Blvd.        |
| Carol Channing              | Television                  | 6233 Hollywood Blvd.        |
| Charlie Chaplin             | Motion pictures             | 6751 Hollywood Blvd.        |
| Marguerite Chapman          | Television                  | 6284 Hollywood Blvd.        |
| Cyd Charisse                | Motion pictures             | 1601Vine Street             |
| Ray Charles                 | Recording                   | 6777 Hollywood Blvd.        |
| Charley Chase               | Motion pictures             | 6630 Hollywood Blvd.        |
| Chevy Chase                 | Motion pictures             | 7021 Hollywood Blvd.        |
| Ilka Chase                  | Motion pictures             | 6361 Hollywood Blvd.        |
| Ilka Chase                  | Television                  | 6751 Hollywood Blvd.        |
| Ruth Chatterton             | Motion pictures             | 6263 Hollywood Blvd.        |
| Virginia Cherrill           | Motion pictures             | 1545 Vine Street            |
| Maurice Chevalier           | Motion pictures             | 1651 Vine Street            |
| Chicago                     | Recording                   | 6438 Hollywood Blvd.        |
| Al Christie                 | Motion pictures             | 6771 Hollywood Blvd.        |
| Charles Christie            | Motion pictures             | 1719 Vine Street            |
| Ina Claire                  | Motion pictures             | 6150 Hollywood Blvd.        |
| Buddy Clark                 | Recording                   | 6800 Hollywood Blvd.        |
| Dane Clark                  | Television                  | 6906 Hollywood Blvd.        |
| Dick Clark                  | Television                  | Sunset & Vine               |
| Fred Clark                  | Television                  | 1711 Vine Street            |
| Marguerite Clark            | Motion pictures             | 6300 Vine Street            |
| Roy Clark                   | Recording                   | 6840 Hollywood Blvd.        |
| Ethel Clayton               | Motion pictures             | 6936 Hollywood Blvd.        |
| Jan Clayton                 | Television                  | 6200 Hollywood Blvd.        |
| James Cleveland             | Recording                   | 6742 Hollywood Blvd.        |
| Montgomery Clift            | Motion pictures             | 6100 Hollywood Blvd.        |
| Patsy Cline                 | Recording                   | 6160 Hollywood Blvd.        |
| Rosemary Clooney            | Recording                   | 6325 Hollywood Blvd.        |
| Andy Clyde                  | Motion pictures             | 6758 Hollywood Blvd.        |
| Charles Coburn              | Motion pictures             | 6268 Hollywood Blvd.        |
| James Coburn                | Motion pictures             | 7055 Hollywood Blvd.        |
| Imogene Coca                | Television                  | 6256 Hollywood Blvd.        |
| Steve Cochran               | Motion pictures             | 1750 Hollywood Blvd.        |
| Iron Eyes Cody              | Television                  | 6655 Hollywood Blvd.        |
| George M. Cohan             | Motion pictures             | 6734 Hollywood Blvd.        |
| Arthur Cohn                 | Motion pictures             | 7000 Hollywood Blvd.        |
| Claudette Colbert           | Motion pictures             | 6812 Hollywood Blvd.        |
| Nat King Cole               | Recording                   | 6659 Hollywood Blvd.        |
| Nat King Cole               | Television                  | 6229 Hollywood Blvd.        |
| Natalie Cole                | Recording                   | 1750 Vine Street            |
| Constance Collier           | Motion pictures             | 6231 Hollywood Blvd.        |
| William Collier             | Motion pictures             | 6340 Hollywood Blvd.        |
| Gary Collins                | Television                  | 6922 Hollywood Blvd.        |
| Joan Collins                | Motion pictures             | 6901 Hollywood Blvd.        |
| Michael Collins             | Television                  | Hollywood & Vine            |
| Phil Collins                | Recording                   | 6834 Hollywood Blvd.        |
| Bud Collyer                 | Radio                       | 6150 Hollywood Blvd.        |
| Ronald Colman               | Television                  | 1623 Vine Street            |
| Ronald Colman               | Motion pictures             | 6801 Hollywood Blvd.        |
| Jerry Colonna               | Radio                       | 1645 Vine Street            |
| Perry Como                  | Radio                       | 1708 Vine Street            |
| Perry Como                  | Television                  | 6376 Hollywood Blvd.        |
| Betty Compton               | Motion pictures             | 1751 Vine Street            |
| Chester Conklin             | Motion pictures             | 1560 Vine Street            |
| Heinie Conklin              | Motion pictures             | 1776 Vine Street            |
| Chuck Connors               | Television                  | 6838 Hollywood Blvd.        |
| Hans Conried                | Television                  | 6664 Hollywood Blvd.        |
| John Conte                  | Television                  | 6119 Hollywood Blvd.        |
| Bill Conti                  | Motion pictures             | 6541 Hollywood Blvd.        |
| Tim Conway                  | Television                  | 6740 Hollywood Blvd.        |
| Jack Conway                 | Motion pictures             | 1500 Vine Street            |
| Tom Conway                  | Television                  | 1617 Vine Street            |
| Jackie Coogan               | Motion pictures             | 1654 Vine Street            |
| Clyde Cook                  | Motion pictures             | 6531 Hollywood Blvd.        |
| Donald Cook                 | Motion pictures             | 1718 Vine Street            |
| Alistair Cooke              | Television                  | 1651 Vine Street            |
| Sam Cooke                   | Recording                   | 7051 Hollywood Blvd.        |
| Spade Cooley                | Radio                       | 6802 Hollywood Blvd.        |
| Alice Cooper                | Recording                   | 7000 Hollywood Blvd.        |
| Gary Cooper                 | Motion pictures             | 6243 Hollywood Blvd.        |
| Jackie Cooper               | Motion pictures             | 1507 Vine Street            |
| Jeanne Cooper               | Television                  | 1777 Vine Street            |
| Merian C. Cooper            | Motion pictures             | 6525 Hollywood Blvd.        |
| David Copperfield           | Live theatre                | 7021 Hollywood Blvd.        |
| Wendell Corey               | Television                  | 6328 Hollywood Blvd.        |
| Roger Corman                | Motion pictures             | 7013 Hollywood Blvd.        |
| Don Cornelius               | Television                  | 7080 Hollywood Blvd.        |
| Don Cornell                 | Recording                   | 6138 Hollywood Blvd.        |
| Charles Correll             | Radio                       | 1777 Vine Street            |
| Ricardo Cortez              | Motion pictures             | 1500 Vine Street            |
| Bill Cosby                  | Television                  | 6930 Hollywood Blvd.        |
| Dolores Costello            | Motion pictures             | 1645 Vine Street            |
| Helene Costello             | Motion pictures             | 1500 Vine Street            |
| Lou Costello                | Motion pictures             | 6438 Hollywood Blvd.        |
| Lou Costello                | Radio                       | 6780 Hollywood Blvd.        |
| Lou Costello                | Television                  | 6276 Hollywood Blvd.        |
| Maurice Costello            | Motion pictures             | 6515 Hollywood Blvd.        |
| Pierre Cossette             | Television                  | 6233 Hollywood Blvd.        |
| Kevin Costner               | Motion pictures             | 6801 Hollywood Blvd.        |
| Joseph Cotten               | Motion pictures             | 6382 Hollywood Blvd.        |
| Jerome Cowan                | Television                  | 6251 Hollywood Blvd.        |
| Wally Cox                   | Television                  | 6385 Hollywood Blvd.        |
| Buster Crabbe               | Television                  | 6901 Hollywood Blvd.        |
| Broderick Crawford          | Motion pictures             | 6901 Hollywood Blvd.        |
| Broderick Crawford          | Television                  | 6736 Hollywood Blvd.        |
| Joan Crawford               | Motion pictures             | 1752 Vine Street            |
| Laird Cregar                | Motion pictures             | 1716 Vine Street            |
| Richard Crenna              | Motion pictures             | 6714 Hollywood Blvd.        |
| Laura Hope Crews            | Motion pictures             | 6251 Hollywood Blvd.        |
| Scatman Crothers            | Television                  | 6712 Hollywood Blvd.        |
| Donald Crisp                | Motion pictures             | 1628 Vine Street            |
| John Cromwell               | Motion pictures             | 6555 Hollywood Blvd.        |
| Richard Cromwell            | Motion pictures             | 1627 Vine Street            |
| Richard Crooks              | Recording                   | 1648 Vine Street            |
| Bing Crosby                 | Motion pictures             | 1611 Vine Street            |
| Bing Crosby                 | Radio                       | 6769 Hollywood Blvd.        |
| Bing Crosby                 | Recording                   | 6751 Hollywood Blvd.        |
| Bob Crosby                  | Television                  | 6252 Hollywood Blvd.        |
| Bob Crosby                  | Radio                       | 6313 Hollywood Blvd.        |
| Norm Crosby                 | Television                  | 6560 Hollywood Blvd.        |
| Crosby, Stills & Nash       | Recording                   | 6666 Hollywood Blvd.        |
| Milton Cross                | Radio                       | 1623 Vine Street            |
| Andrae Crouch               | Recording                   | 6520 Hollywood Blvd.        |
| Tom Cruise                  | Motion pictures             | 6912 Hollywood Blvd.        |
| Frank Crumit                | Radio                       | 1601 Vine Street            |
| Celia Cruz                  | Recording                   | 6240 Hollywood Blvd.        |
| James Cruze                 | Motion pictures             | 6922 Hollywood Blvd.        |
| Billy Crystal               | Motion pictures             | 6925 Hollywood Blvd.        |
| Xavier Cugat                | Television                  | 1500 Vine Street            |
| Xavier Cugat                | Recording                   | 1601 Vine Street            |
| George Cukor                | Motion pictures             | 6378 Hollywood Blvd.        |
| Constance Cummings          | Motion pictures             | 6201 Hollywood Blvd.        |
| Irving Cummings             | Motion pictures             | 6816 Hollywood Blvd.        |
| Robert Cummings             | Motion pictures             | 6816 Hollywood Blvd.        |
| Robert Cummings             | Television                  | 1718 Vine Street            |
| Bill Cunningham             | Radio                       | 6315 Hollywood Blvd.        |
| Alan Curtis                 | Motion pictures             | 7021 Hollywood Blvd.        |
| Jamie Lee Curtis            | Motion pictures             | 6600 Hollywood Blvd.        |
| Tony Curtis                 | Motion pictures             | 6817 Hollywood Blvd.        |
| Michael Curtiz              | Motion pictures             | 6640 Hollywood Blvd.        |

## D
| Efternavne begyndende med D | Efternavne begyndende med D | Efternavne begyndende med D |
| navn                        | kategori                    | adresse                     |
| --------------------------- | --------------------------- | --------------------------- |
| Arlene Dahl                 | Motion pictures             | 1624 Vine Street            |
| Cass Daley                  | Television                  | 6301 Hollywood Blvd.        |
| Cass Daley                  | Radio                       | 6710 Hollywood Blvd.        |
| Dorothy Dalton              | Motion pictures             | 1560 Vine Street            |
| John Daly                   | Television                  | 1765 Vine Street            |
| Tyne Daly                   | Television                  | 7065 Hollywood Blvd.        |
| Vic Damone                  | Recording                   | 1731 Vine Street            |
| Viola Dana                  | Motion pictures             | 6541 Hollywood Blvd.        |
| Dorothy Dandridge           | Motion pictures             | 6719 Hollywood Blvd.        |
| Karl Dane                   | Motion pictures             | 6140 Hollywood Blvd.        |
| Rodney Dangerfield          | Motion pictures             | 6366 Hollywood Blvd.        |
| Bebe Daniels                | Motion pictures             | 1716 Vine Street            |
| Billy Daniels               | Recording                   | 6819 Hollywood Blvd.        |
| Ted Danson                  | Television                  | 7021 Hollywood Blvd.        |
| Tony Danza                  | Television                  | 7000 Hollywood Blvd.        |
| Bobby Darin                 | Recording                   | 1735 Vine Street            |
| Linda Darnell               | Motion pictures             | 1631 Vine Street            |
| Jane Darwell                | Motion pictures             | 6735 Hollywood Blvd.        |
| Delmer Daves                | Motion pictures             | 1634 Vine Street            |
| Marion Davies               | Motion pictures             | 6326 Hollywood Blvd.        |
| Ann B. Davis                | Television                  | 7048 Hollywood Blvd.        |
| Bette Davis                 | Motion pictures             | 6225 Hollywood Blvd.        |
| Bette Davis                 | Television                  | 6335 Hollywood Blvd.        |
| Clive Davis                 | Recording                   | 1501 Vine Street            |
| Gail Davis                  | Television                  | 6385 Hollywood Blvd.        |
| Jim Davis                   | Television                  | 6290 Hollywood Blvd.        |
| Joan Davis                  | Motion pictures             | 1521 Vine Street            |
| Joan Davis                  | Radio                       | 1716 Vine Street            |
| Mac Davis                   | Recording                   | 7080 Hollywood Blvd.        |
| Miles Davis                 | Recording                   | 2103 7060 Hollywood Blvd.   |
| Sammy Davis, Jr.            | Recording                   | 6254 Hollywood Blvd.        |
| Dennis Day                  | Radio                       | 7048 Hollywood Blvd.        |
| Dennis Day                  | Television                  | 6646 Hollywood Blvd         |
| Doris Day                   | Recording                   | 6278 Hollywood Blvd.        |
| Doris Day                   | Motion pictures             | 6735 Hollywood Blvd.        |
| Laraine Day                 | Motion pictures             | 6676 Hollywood Blvd.        |
| Rosemary DeCamp             | Television                  | 1640 Vine Street            |
| Yvonne De Carlo             | Motion pictures             | 6124 Hollywood Blvd.        |
| Yvonne De Carlo             | Television                  | 6715 Hollywood Blvd.        |
| Don DeFore                  | Television                  | 6804 Hollywood Blvd.        |
| Lee De Forest               | Motion pictures             | 1752 Vine Street            |
| Carter DeHaven              | Motion pictures             | 1742 Vine Street            |
| Gloria DeHaven              | Motion pictures             | 6933 Hollywood Blvd.        |
| Olivia de Havilland         | Motion pictures             | 6762 Hollywood Blvd.        |
| Marguerite De La Motte      | Motion pictures             | 6902 Hollywood Blvd.        |
| Vaughn De Leath             | Radio                       | 6634 Hollywood Blvd.        |
| Dom DeLuise                 | Motion pictures             | 1765 N. Vine Street         |
| Cecil B. DeMille            | Motion pictures             | 1725 Vine Street            |
| Cecil B. DeMille            | Radio                       | 6240 Vine Street            |
| Buddy DeSylva               | Recording                   | 1750 N. Vine Street         |
| Dead End Kids               | Motion pictures             | 7080 Hollywood Blvd.        |
| James Dean                  | Motion pictures             | 1719 Vine Street            |
| Dear Abby                   | Radio                       | 7000 Hollywood Blvd.        |
| Frances Dee                 | Motion pictures             | 7080 Hollywood Blvd.        |
| Rick Dees                   | Radio                       | 1560 N. Vine Street         |
| Albert Dekker               | Television                  | 6620 Hollywood Blvd.        |
| Dolores del Rio             | Motion pictures             | 1630 Vine Street            |
| Roy Del Ruth                | Motion pictures             | 6150 Hollywood Blvd.        |
| William Demarest            | Motion pictures             | 6667 Hollywood Blvd.        |
| Richard Denning             | Television                  | 6932 Hollywood Blvd.        |
| Reginald Denny              | Motion pictures             | 6657 Hollywood Blvd.        |
| John Denver                 | Recording                   | 7065 Hollywood Blvd.        |
| Johnny Depp                 | Motion pictures             | 7018 Hollywood Blvd.        |
| John Derek                  | Television                  | 6531 Hollywood Blvd.        |
| Destiny's Child             | Recording                   | 6801 Hollywood Blvd.        |
| Andy Devine                 | Radio                       | 6258 Hollywood Blvd.        |
| Andy Devine                 | Television                  | 6366 Hollywood Blvd.        |
| Elliott Dexter              | Motion pictures             | 1751 Vine Street            |
| Angie Dickinson             | Television                  | 7000 Hollywood Blvd.        |
| William Dieterle            | Motion pictures             | 6901 Hollywood Blvd.        |
| Marlene Dietrich            | Motion pictures             | 6400 Hollywood Blvd.        |
| Phyllis Diller              | Television                  | 7001 Hollywood Blvd.        |
| Céline Dion                 | Recording.                  | 6801 Hollywood Blvd.        |
| Roy O. Disney               | Motion pictures             | 6833 Hollywood Blvd.        |
| Walt Disney                 | Motion pictures             | 7021 Hollywood Blvd.        |
| Walt Disney                 | Television                  | 6747 Hollywood Blvd.        |
| Disneyland                  | 50th Year                   | 6834 Hollywood Blvd.        |
| Richard Dix                 | Motion pictures             | 1608 Vine Street            |
| Edward Dmytryk              | Motion pictures             | 6241 Hollywood Blvd.        |
| Jimmie Dodd                 | Television                  | 1600 Vine Street            |
| Plácido Domingo             | Live theatre                | 7000 Hollywood Blvd.        |
| Fats Domino                 | Recording                   | 6616 Hollywood Blvd.        |
| Peter Donald                | Television                  | 6661 Hollywood Blvd.        |
| Robert Donat                | Motion pictures             | 6420 Hollywood Blvd.        |
| Brian Donlevy               | Television                  | 1551 Vine Street            |
| James Doohan                | Motion pictures             | 7021 Hollywood Boulevard.   |
| Marie Doro                  | Motion pictures             | 1725 Vine Street            |
| Jimmy Dorsey                | Recording                   | 6505 Hollywood Blvd.        |
| Tommy Dorsey                | Recording                   | 6675 Hollywood Blvd.        |
| Jack Douglas                | Television                  | 6740 Hollywood Blvd.        |
| Kirk Douglas                | Motion pictures             | 6263 Hollywood Blvd.        |
| Melvyn Douglas              | Motion pictures             | 6423 Hollywood Blvd.        |
| Melvyn Douglas              | Television                  | 6601 Hollywood Blvd.        |
| Mike Douglas                | Television                  | 7001 Hollywood Blvd.        |
| Paul Douglas                | Motion pictures             | 1648 Hollywood Blvd.        |
| Paul Douglas                | Television                  | 6821 Hollywood Blvd.        |
| Billie Dove                 | Motion pictures             | 6351 Hollywood Blvd.        |
| Morton Downey               | Radio                       | 1680 Vine Street            |
| Cathy Downs                 | Television                  | 6646 Hollywood Blvd.        |
| Carmen Dragon               | Radio                       | 6104 Hollywood Blvd.        |
| Jessica Dragonette          | Radio                       | 1709 Vine Street            |
| Frances Drake               | Motion pictures             | 6821 Hollywood Blvd.        |
| Louise Dresser              | Motion pictures             | 6538 Hollywood Blvd.        |
| Marie Dressler              | Motion pictures             | 1731 Vine Street            |
| Ellen Drew                  | Motion pictures             | 6901 Hollywood Blvd.        |
| Mr. & Mrs. Sidney Drew      | Motion pictures             | 6901 Hollywood Blvd.        |
| Richard Dreyfuss            | Motion pictures             | 7021 Hollywood Blvd.        |
| Bobby Driscoll              | Motion pictures             | 1560 Vine Street            |
| Joanne Dru                  | Television                  | 1708 Vine Street            |
| Donald Duck                 | Motion pictures             | 6840 Hollywood Blvd         |
| Howard Duff                 | Television                  | 1623 Vine Street            |
| Patty Duke                  | Television                  | 7000 Hollywood Blvd.        |
| Faye Dunaway                | Motion pictures             | 7021 Hollywood Blvd.        |
| James Dunn                  | Motion pictures             | 6555 Hollywood Blvd.        |
| James Dunn                  | Television                  | 7010 Hollywood Blvd.        |
| Irene Dunne                 | Motion pictures             | 6440 Hollywood Blvd.        |
| Philip Dunne                | Motion pictures             | 6725 Hollywood Blvd.        |
| Mildred Dunnock             | Motion pictures             | 6613 Hollywood Blvd.        |
| Jerry Dunphy                | Television                  | 6669 Hollywood Blvd.        |
| Duran Duran                 | Recording                   | 1770 Vine Street            |
| Jimmy Durante               | Motion pictures             | 1600 Vine Street            |
| Jimmy Durante               | Radio                       | 1648 Vine Street            |
| Deanna Durbin               | Motion pictures             | 1724 Vine Street            |
| Dan Duryea                  | Television                  | 6145 Hollywood Blvd.        |
| Robert Duvall               | Motion pictures             | 6801 Hollywood Blvd.        |
| Ann Dvorak                  | Motion pictures             | 6321 Hollywood Blvd.        |
| Allan Dwan                  | Motion pictures             | 6263 Hollywood Blvd.        |

## E
| Efternavne begyndende med E | Efternavne begyndende med E | Efternavne begyndende med E |
| navn                        | kategori                    | adresse                     |
| --------------------------- | --------------------------- | --------------------------- |
| Earth, Wind & Fire          | Recording                   | 7080 Hollywood Blvd.        |
| George Eastman              | Motion pictures             | 1709 Vine Street            |
| Roger Ebert                 | Motion pictures             | 6834 Hollywood Blvd.        |
| Buddy Ebsen                 | Motion pictures             | 1765 Vine Street            |
| Billy Eckstine              | Recording                   | 6638 Hollywood Blvd.        |
| Thomas Edison               | Recording                   | 6700 Hollywood Blvd.        |
| Nelson Eddy                 | Motion pictures             | 6311 Hollywood Blvd.        |
| Nelson Eddy                 | Radio                       | 6512 Hollywood Blvd.        |
| Nelson Eddy                 | Recording                   | 1639 Vine Street            |
| Barbara Eden                | Television                  | 7003 Hollywood Blvd.        |
| Robert Edeson               | Motion pictures             | 1628 Vine Street            |
| Ralph Edwards               | Radio                       | 6116 Hollywood Blvd.        |
| Ralph Edwards               | Television                  | 6262 Hollywood Blvd.        |
| Steve Edwards               | Television                  | 6150 Hollywood Blvd.        |
| Duke Ellington              | Recording                   | 6535 Hollywood Blvd.        |
| Mischa Elman                | Recording                   | 1560 Vine Street            |
| Faye Emerson                | Motion pictures             | 6529 Hollywood Blvd.        |
| Faye Emerson                | Television                  | 6689 Hollywood Blvd.        |
| Dick Enberg                 | Television                  | 6752 Hollywood Blvd.        |
| John Ericson                | Television                  | 1523 Vine Street            |
| Leon Errol                  | Motion pictures             | 6801 Hollywood Blvd.        |
| Stuart Erwin                | Television                  | 6270 Hollywood Blvd.        |
| Emilio Estefan, Jr.         | Recording                   | 7021 Hollywood Blvd.        |
| Gloria Estefan              | Recording                   | 7021 Hollywood Blvd.        |
| Ruth Etting                 | Motion pictures             | 6563 Hollywood Blvd.        |
| Bob Eubanks                 | Television                  | 6712 Hollywood Blvd.        |
| Evans & Livingston          | se Livingston & Evans       | se Livingston & Evans       |
| Dale Evans                  | Radio                       | 6638 Hollywood Blvd.        |
| Dale Evans                  | Television                  | 1737 Vine Street            |
| Linda Evans                 | Television                  | 6834 Hollywood Blvd.        |
| Madge Evans                 | Motion pictures             | 1752 Vine Street            |
| Robert Evans                | Motion pictures             | 6925 Hollywood Blvd.        |
| Chad Everett                | Television                  | 6922 Hollywood Blvd.        |
| The Everly Brothers         | Recording                   | 7000 Hollywood Blvd.        |

## F
| Efternavne begyndende med F          | Efternavne begyndende med F | Efternavne begyndende med F |
| navn                                 | kategori                    | adresse                     |
| ------------------------------------ | --------------------------- | --------------------------- |
| Fabian                               | Recording                   | 7065 Hollywood Blvd.        |
| Nanette Fabray                       | Television                  | Hollywood Blvd.             |
| Max Factor                           | Motion pictures             | 6922 Hollywood Blvd.        |
| Clifton Fadiman                      | Radio                       | 6284 Hollywood Blvd.        |
| Douglas Fairbanks, Jr.               | Motion pictures             | 6318 Hollywood Blvd.        |
| Douglas Fairbanks, Jr.               | Radio                       | 6710 Hollywood Blvd.        |
| Douglas Fairbanks, Jr.               | Television                  | 6661 Hollywood Blvd.        |
| Douglas Fairbanks, Sr.               | Motion pictures             | 7022 Hollywood Blvd.        |
| Jerry Fairbanks                      | Motion pictures             | 6384 Hollywood Blvd.        |
| Percy Faith                          | Recording                   | 1501 Vine Street            |
| Jinx Falkenburg                      | Television                  | 1500 Vine Street            |
| Chris Farley                         | Television                  | 6366 Hollywood Blvd.        |
| Dustin Farnum                        | Motion pictures             | 6635 Hollywood Blvd.        |
| William Farnum                       | Motion pictures             | 6322 Hollywood Blvd.        |
| Jamie Farr                           | Television                  | 1547 N. Vine Street         |
| Geraldine Farrar                     | Motion pictures             | 1620 Vine Street            |
| Geraldine Farrar                     | Recording                   | 1709 Vine Street            |
| Charles Farrell                      | Motion pictures             | 7021 Hollywood Blvd.        |
| Charles Farrell                      | Television                  | 1617 Vine Street            |
| Glenda Farrell                       | Motion pictures             | 6524 Hollywood Blvd.        |
| John Farrow                          | Motion pictures             | 6300 Hollywood Blvd.        |
| William Faversham                    | Motion pictures             | 1724 Vine Street            |
| Farrah Fawcett                       | Television                  | 7057 Hollywood Blvd.        |
| Frank Fay                            | Motion pictures             | 6282 Hollywood Blvd.        |
| Frank Fay                            | Radio                       | 1752 Vine Street            |
| Alice Faye                           | Motion pictures             | 6930 Hollywood Blvd.        |
| Julia Faye                           | Motion pictures             | 6501 Hollywood Blvd.        |
| Frank Faylen                         | Television                  | 6201 Hollywood Blvd.        |
| Louise Fazenda                       | Motion pictures             | 6801 Hollywood Blvd.        |
| Don Fedderson                        | Television                  | 1635 Vine Street            |
| José Feliciano                       | Recording                   | 6541 Hollywood Blvd.        |
| Verna Felton                         | Television                  | 1717 Vine Street            |
| Freddy Fender                        | Recording                   | 7060 Hollywood Blvd.        |
| George Fenneman                      | Television                  | 1500 Vine Street            |
| Helen Ferguson                       | Motion pictures             | 6153 Hollywood Blvd.        |
| Vicente Fernández                    | Recording                   | 6160 Hollywood Blvd.        |
| Alejandro Fernández                  | Recording                   | 6160 Hollywood Blvd.        |
| José Ferrer                          | Motion pictures             | 6541 Hollywood Blvd.        |
| Mel Ferrer                           | Motion pictures             | 6268 Hollywood Blvd.        |
| Stepin Fetchit                       | Motion pictures             | 1751 Vine Street            |
| Fibber McGee and Molly               | Radio                       | 1500 N. Vine Street         |
| Jimmy Fidler                         | Radio                       | 6128 Hollywood Blvd.        |
| Arthur Fiedler                       | Recording                   | 1626 Vine Street            |
| Virginia Field                       | Television                  | 1751 Vine Street            |
| Gracie Fields                        | Radio                       | 6125 Hollywood Blvd.        |
| W.C. Fields                          | Motion pictures             | 7004 Hollywood Blvd.        |
| W.C. Fields                          | Radio                       | 6316 Hollywood Blvd.        |
| The Fifth Dimension                  | Recording                   | 7000 Hollywood Blvd.        |
| Flora Finch                          | Motion pictures             | 6673 Hollywood Blvd.        |
| Eddie Fisher                         | Recording                   | 6241 Hollywood Blvd.        |
| Eddie Fisher                         | Television                  | 1724 Vine Street            |
| George Fisher                        | Radio                       | 7072 Hollywood Blvd.        |
| Hal Fishman                          | Television                  | 1560 Vine Street            |
| Barry Fitzgerald                     | Motion pictures             | 6252 Hollywood Blvd         |
| Barry Fitzgerald                     | Television                  | 7001 Hollywood Blvd.        |
| Ella Fitzgerald                      | Recording                   | 6738 Hollywood Blvd.        |
| Geraldine Fitzgerald                 | Motion pictures             | 6353 Hollywood Blvd.        |
| George Fitzmaurice                   | Motion pictures             | 6601 Hollywood Blvd.        |
| James A. Fitzpatrick                 | Motion pictures             | 1611 Vine Street            |
| Kirsten Flagstad                     | Recording                   | 6777 Hollywood Blvd.        |
| Fleetwood Mac                        | Recording                   | 6608 Hollywood Blvd.        |
| Rhonda Fleming                       | Motion pictures             | 6660 Hollywood Blvd.        |
| Victor Fleming                       | Motion pictures             | 1719 Vine Street            |
| Errol Flynn                          | Motion pictures             | 6654 Hollywood Blvd.        |
| Errol Flynn                          | Television                  | 7008 Hollywood Blvd.        |
| Nina Foch                            | Motion pictures             | 6322 Hollywood Blvd.        |
| Nina Foch                            | Television                  | 7021 Hollywood Blvd.        |
| John Fogerty                         | Recording                   | 7000 Hollywood Blvd.        |
| Red Foley                            | Recording                   | 6225 Hollywood Blvd.        |
| Red Foley                            | Television                  | 6300 Hollywood Blvd.        |
| Henry Fonda                          | Motion pictures             | 1601 Vine Street            |
| Peter Fonda                          | Motion pictures             | 7018 Hollywood Blvd.        |
| Joan Fontaine                        | Motion pictures             | 1645 Vine Street            |
| Dick Foran                           | Television                  | 1600 Vine Street            |
| June Foray                           | Television                  | 7080 Hollywood Blvd.        |
| Scott Forbes                         | Television                  | 1650 Vine Street            |
| Glenn Ford                           | Motion pictures             | 6933 Hollywood Blvd.        |
| Harrison Ford (stumfilm skuespiller) | Motion pictures             | 6665 Hollywood Blvd         |
| Harrison Ford                        | Motion pictures             | 6801 Hollywood Blvd.        |
| John Ford                            | Motion pictures             | 1640 Vine Street            |
| Mary Ford and Les Paul               | se Les Paul & Mary Ford     | se Les Paul & Mary Ford     |
| Tennessee Ernie Ford                 | Radio                       | 1600 Vine Street            |
| Tennessee Ernie Ford                 | Recording                   | 6922 Hollywood Blvd.        |
| Tennessee Ernie Ford                 | Television                  | 6311 Hollywood Blvd.        |
| John Forsythe                        | Television                  | 6549 Hollywood Blvd.        |
| Preston Foster                       | Television                  | 6801 Hollywood Blvd.        |
| The Four Step Brothers               | Live theatre                | 7000 Hollywood Blvd.        |
| The Four Tops                        | Recording                   | 7060 Hollywood Blvd.        |
| Michael J. Fox                       | Motion pictures             | 7021 Hollywood Blvd.        |
| William Fox                          | Motion pictures             | 6541 Hollywood Blvd.        |
| Eddie Foy                            | Motion pictures             | 1725 Vine Street            |
| Peter Frampton                       | Recording                   | 6819 Hollywood Blvd.        |
| Zino Francescatti                    | Recording                   | 6704 Hollywood Blvd.        |
| Anne Francis                         | Television                  | 1611 Vine Street            |
| Arlene Francis                       | Radio                       | 6432 Hollywood Blvd.        |
| Arlene Francis                       | Television                  | 1734 Vine Street            |
| Kay Francis                          | Motion pictures             | 6766 Hollywood Blvd.        |
| Don Francisco                        | Television                  | 7018 Hollywood Blvd.        |
| Aretha Franklin                      | Recording                   | 6920 Hollywood Blvd.        |
| Sidney Franklin                      | Motion pictures             | 6566 Hollywood Blvd.        |
| Dennis Franz                         | Television                  | 7021 Hollywood Blvd.        |
| William Frawley                      | Motion pictures             | 6322 Hollywood Blvd.        |
| Stan Freberg                         | Recording                   | 6145 Hollywood Blvd.        |
| Pauline Frederick                    | Motion pictures             | 7000 Hollywood Blvd.        |
| Alan Freed                           | Radio                       | 6381 Hollywood Blvd.        |
| Y. Frank Freeman                     | Motion pictures             | 6821 Hollywood Blvd.        |
| Morgan Freeman                       | Motion pictures             | 7021 Hollywood Blvd.        |
| William Friedkin                     | Motion pictures             | 6925 Hollywood Blvd.        |
| Charles Fries                        | Television                  | 6819 Hollywood Blvd.        |
| Lefty Frizzell                       | Recording                   | 6927 Hollywood Blvd.        |
| Jane Froman                          | Radio                       | 6321 Hollywood Blvd.        |
| Jane Froman                          | Recording                   | 6145 Hollywood Blvd.        |
| Jane Froman                          | Television                  | 1645 Vine Street            |
| Robert Fuller                        | Television                  | 6608 Hollywood Blvd.        |
| Annette Funicello                    | Motion pictures             | 6834 Hollywood Blvd.        |
| Betty Furness                        | Motion pictures             | 1533 Vine Street            |
| Betty Furness                        | Television                  | 6675 Hollywood Blvd.        |

## G
| Efternavne begyndende med G  | Efternavne begyndende med G | Efternavne begyndende med G |
| navn                         | kategori                    | adresse                     |
| ---------------------------- | --------------------------- | --------------------------- |
| Kenny G                      | Recording                   | 7021 Hollywood Blvd         |
| Clark Gable                  | Motion pictures             | 1608 Vine Street            |
| Eva Gabor                    | Television                  | 6614 Hollywood Blvd.        |
| Zsa Zsa Gabor                | Television                  | 6915 Hollywood Blvd.        |
| Juan Gabriel                 | Recording                   | 7060 Hollywood Blvd.        |
| Helen Gahagan                | Motion pictures             | 1708 Vine Street            |
| Amelita Galli-Curci          | Recording                   | 6821 Hollywood Blvd.        |
| Greta Garbo                  | Motion pictures             | 6901 Hollywood Blvd.        |
| Andy García                  | Motion pictures             | 7000 Hollywood Blvd.        |
| Ava Gardner                  | Motion pictures             | 1560 Vine Street            |
| Ed Gardner                   | Radio                       | 6554 Hollywood Blvd.        |
| Ed Gardner                   | Television                  | 6676 Hollywood Blvd.        |
| John Garfield                | Motion pictures             | 7065 Hollywood Blvd.        |
| Beverly Garland              | Television                  | 6801 Hollywood Blvd.        |
| Judy Garland                 | Motion pictures             | 1715 Vine Street            |
| Erroll Garner                | Recording                   | 6363 Hollywood Blvd.        |
| James Garner                 | Television                  | 6927 Hollywood Blvd.        |
| Peggy Ann Garner             | Motion pictures             | 6604 Hollywood Blvd.        |
| Tay Garnett                  | Motion pictures             | 6556 Hollywood Blvd.        |
| Dave Garroway                | Radio                       | 6355 Hollywood Blvd.        |
| Dave Garroway                | Television                  | 6264 Hollywood Blvd.        |
| Betty Garrett                | Live theatre.               | 6706 Hollywood Blvd.        |
| Greer Garson                 | Motion pictures             | 1651 Vine Street            |
| Marvin Gaye                  | Recording                   | 1500 Vine Street            |
| Janet Gaynor                 | Motion pictures             | 6284 Hollywood Blvd.        |
| Mitzi Gaynor                 | Motion pictures             | 6288 Hollywood Blvd.        |
| George & Ira Gershwin        | Recording                   | 7083 Hollywood Blvd.        |
| Floyd Gibbons                | Radio                       | 1631 Vine Street            |
| Leeza Gibbons                | Television                  | 7021 Hollywood Blvd.        |
| Georgia Gibbs                | Recording                   | 6404 Hollywood Blvd.        |
| Hoot Gibson                  | Motion pictures             | 1765 Vine Street            |
| Beniamino Gigli              | Recording                   | 6901 Hollywood Blvd.        |
| Billy Gilbert                | Motion pictures             | 6263 Hollywood Blvd.        |
| John Gilbert                 | Motion pictures             | 1755 Vine Street            |
| Melissa Gilbert              | Television                  | 6429 Hollywood Blvd.        |
| Paul Gilbert                 | Television                  | 6340 Hollywood Blvd.        |
| Dizzy Gillespie              | Recording                   | 7057 Hollywood Blvd.        |
| Mickey Gilley                | Recording                   | 6930 Hollywood Blvd.        |
| Dorothy Gish                 | Motion pictures             | 6385 Hollywood Blvd.        |
| Lillian Gish                 | Motion pictures             | 1720 Vine Street            |
| Louise Glaum                 | Motion pictures             | 6834 Hollywood Blvd.        |
| Jackie Gleason               | Recording                   | 6231 Hollywood Blvd.        |
| Jackie Gleason               | Television                  | 6300 Hollywood Blvd.        |
| James Gleason                | Motion pictures             | 7038 Hollywood Blvd.        |
| Sharon Gless                 | Television                  | 7065 Hollywood Blvd.        |
| The Harlem Globetrotters     | Television                  | 6922 Hollywood Blvd.        |
| George Gobel                 | Television                  | 6850 Hollywood Blvd.        |
| Paulette Goddard             | Motion pictures             | 1652 Vine Street            |
| Arthur Godfrey               | Radio                       | 6233 Hollywood Blvd.        |
| Arthur Godfrey               | Recording                   | 6616 Hollywood Blvd.        |
| Arthur Godfrey               | Television                  | 1559 Vine Street            |
| Earl Godwin                  | Radio                       | 6201 Hollywood Blvd.        |
| Godzilla                     | Motion pictures             | 6925 Hollywood Blvd.        |
| Ernest Gold                  | Recording                   | 6434 Hollywood Blvd.        |
| Leonard Goldberg             | Television                  | 6901 Hollywood Blvd.        |
| Whoopi Goldberg              | Motion pictures             | 6801 Hollywood Blvd.        |
| Leonard H. Goldenson         | Television                  | 6834 Hollywood Blvd.        |
| Edwin F. Goldman             | Radio                       | 6410 Hollywood Blvd.        |
| Samuel Goldwyn               | Motion pictures             | 1631 Vine Street            |
| Cuba Gooding Jr.             | Motion pictures             | 6834 Hollywood Blvd.        |
| Al Goodman                   | Recording                   | 6300 Hollywood Blvd.        |
| Benny Goodman                | Recording                   | 6101 Hollywood Blvd.        |
| Mark Goodson                 | Television                  | 6374 Hollywood Blvd.        |
| Bill Goodwin                 | Radio                       | 6810 Hollywood Blvd.        |
| Gale Gordon                  | Radio                       | 6340 Hollywood Blvd.        |
| Berry Gordy                  | Recording                   | 7000 Hollywood Blvd.        |
| Mike Gore                    | Motion pictures             | 6315 Hollywood Blvd.        |
| Eydie Gormé & Steve Lawrence | Recording                   | 1541 Vine Street            |
| Freeman Gosden               | Radio                       | 1777 Vine Street            |
| Louis Gossett, Jr.           | Motion pictures             | 7000 Hollywood Blvd.        |
| Jetta Goudal                 | Motion pictures             | 6333 Hollywood Blvd.        |
| Morton Gould                 | Recording                   | 6533 Hollywood Blvd.        |
| Robert Goulet                | Recording                   | 6368 Hollywood Blvd.        |
| Betty Grable                 | Motion pictures             | 6525 Hollywood Blvd.        |
| Billy Graham                 | Radio                       | 6901 Hollywood Blvd.        |
| Gloria Grahame               | Motion pictures             | 6522 Hollywood Blvd.        |
| Kelsey Grammer               | Television                  | 7021 Hollywood Blvd.        |
| Farley Granger               | Television                  | 1551 Vine Street            |
| Bonita Granville             | Motion pictures             | 6607 Hollywood Blvd.        |
| Amy Grant                    | Recording                   | 6901 Hollywood Blvd.        |
| Cary Grant                   | Motion pictures             | 1610 Vine Street            |
| Johnny Grant                 | Television                  | 6915 Hollywood Blvd.        |
| Sid Grauman                  | Motion pictures             | 6379 Hollywood Blvd.        |
| Fred Gray                    | Television                  | 6801 Hollywood Blvd.        |
| Gilda Gray                   | Motion pictures             | 6620 Hollywood Blvd.        |
| Jim Gray                     | Radio                       | 6801 Hollywood Blvd.        |
| Glen Gray                    | Recording                   | 1709 Vine Street            |
| Kathryn Grayson              | Motion pictures             | 1600 Vine Street            |
| Brian Grazer                 | Motion pictures             | 7000 Hollywood Blvd         |
| Alfred Green                 | Motion pictures             | 6529 Hollywood Blvd.        |
| John Green                   | Motion pictures             | 6925 Hollywood Blvd.        |
| Mitzi Green                  | Motion pictures             | 6430 Hollywood Blvd.        |
| Harold Greene                | Television                  | 6906 Hollywood Blvd.        |
| Lorne Greene                 | Television                  | 1559 N. Vine Street         |
| Charlotte Greenwood          | Radio                       | 1601 Vine Street            |
| Jane Greer                   | Motion pictures             | 1634 Vine Street            |
| Joel Grey                    | Live theatre                | 6753 Hollywood Blvd.        |
| Merv Griffin                 | Television                  | 1541 Vine Street            |
| Andy Griffith                | Television                  | 6418 Hollywood Blvd.        |
| Corinne Griffith             | Motion pictures             | 1560 Vine Street            |
| D. W. Griffith               | Motion pictures             | 6535 Hollywood Blvd.        |
| Raymond Griffith             | Motion pictures             | 6124 Hollywood Blvd.        |
| Robert Guillaume             | Television                  | 6675 Hollywood Blvd.        |
| Texas Guinan                 | Motion pictures             | 1765 Vine Street.           |
| Alec Guinness                | Motion pictures             | 1559 Vine Street.           |
| Edmund Gwenn                 | Motion pictures             | 1755 Vine Street.           |
| Rupert Grint                 | Motion Pictures             |                             |

## H
| Efternavne begyndende med H | Efternavne begyndende med H | Efternavne begyndende med H            |
| navn                        | kategori                    | adresse                                |
| --------------------------- | --------------------------- | -------------------------------------- |
| Buddy Hackett               | Live theatre                | 6834 Hollywood Blvd.                   |
| Reed Hadley                 | Television                  | 6553 Hollywood Blvd.                   |
| Jean Hagen                  | Television                  | 1560 Vine Street                       |
| Dan Haggerty                | Television                  | 7070 Hollywood Blvd.                   |
| Don Haggerty                | Television                  | 6140 Hollywood Blvd.                   |
| Larry Hagman                | Television                  | 1560 N. Vine Street                    |
| William Haines              | Motion pictures             | 7012 Hollywood Blvd.                   |
| Jester Hairston             | Television                  | 6161 Hollywood Blvd.                   |
| Alan Hale, Sr.              | Motion pictures             | 6532 Hollywood Blvd.                   |
| Alan Hale, Jr.              | Television                  | 6653 Hollywood Blvd.                   |
| Barbara Hale                | Television                  | 1628 Vine Street                       |
| Creighton Hale              | Motion pictures             | 6915 Hollywood Blvd.                   |
| Monte Hale                  | Motion pictures             | 7000 Hollywood Blvd.                   |
| Bill Haley                  | Recording                   | 6350 Hollywood Blvd.                   |
| Jack Haley                  | Radio                       | 6435 Hollywood Blvd.                   |
| Arsenio Hall                | Television                  | 6776 Hollywood Blvd.                   |
| Conrad Hall                 | Motion pictures             | 7060 Hollywood Blvd.                   |
| John Hall                   | Motion pictures             | 1724 Vine Street                       |
| Jon Hall                    | Television                  | 6933 Hollywood Blvd.                   |
| Monty Hall                  | Television                  | 6801 Hollywood Blvd.                   |
| Carl Stuart Hamblen         | Radio                       | 6419 Hollywood Blvd.                   |
| Rusty Hamer                 | Television                  | 6323 Hollywood Blvd.                   |
| Lloyd Hamilton              | Motion pictures             | 6141 Hollywood Blvd.                   |
| Neil Hamilton               | Motion pictures             | 6634 Hollywood Blvd.                   |
| Lionel Hampton              | Recording                   | 7000 Hollywood Blvd.                   |
| Herbie Hancock              | Recording                   | 7057 Hollywood Blvd.                   |
| Tom Hanks                   | Motion pictures             | 7000 Hollywood Blvd.                   |
| Hanna-Barbera               | Television                  | 6753 Hollywood Blvd.                   |
| Ann Harding                 | Motion pictures             | 6201 Hollywood Blvd.                   |
| Ann Harding                 | Television                  | 6850 Hollywood Blvd.                   |
| Cedric Hardwicke            | Motion pictures             | 6201 Hollywood Blvd.                   |
| Cedric Hardwicke            | Television                  | 6660 Hollywood Blvd.                   |
| Oliver Hardy                | Motion pictures             | 1500 Vine Street                       |
| Jean Harlow                 | Motion pictures             | 6910 Hollywood Blvd.                   |
| Arlene Harris               | Radio                       | 6250 Hollywood Blvd.                   |
| Mildred Harris              | Motion pictures             | 6307 Hollywood Blvd.                   |
| Phil Harris                 | Radio                       | 6651 Hollywood Blvd.                   |
| Phil Harris                 | Recording                   | 6508 Hollywood Blvd                    |
| Rex Harrison                | Motion pictures             | 6904 Hollywood Blvd.                   |
| Rex Harrison                | Television                  | 6390 Hollywood Blvd.                   |
| Kevin Hart                  | Motion pictures             | 6840 Hollywood Blvd.                   |
| Kevin Hart                  | Television                  | 6432 Hollywood Blvd.                   |
| Mary Hart                   | Television                  | 7000 Hollywood Blvd.                   |
| William S. Hart             | Motion pictures             | 6363 Hollywood Blvd.                   |
| Mariette Hartley            | Television                  | 7000 Hollywood Blvd.                   |
| David Hasselhoff            | Television                  | 7018 Hollywood Blvd.                   |
| Signe Hasso                 | Motion pictures             | 7080 Hollywood Blvd.                   |
| Henry Hathaway              | Motion pictures             | 1638 Vine Street                       |
| Raymond Hatton              | Motion pictures             | 1708 Vine Street                       |
| June Haver                  | Motion pictures             | 1777 Vine Street                       |
| June Havoc                  | Motion pictures             | 6618 Hollywood Blvd.                   |
| June Havoc                  | Television                  | 6413 Hollywood Blvd.                   |
| Bob Hawke                   | Television                  | 6413 Hollywood Blvd.                   |
| Howard Hawks                | Motion pictures             | 1708 Vine Street                       |
| Sessue Hayakawa             | Motion pictures             | 1645 Vine Street                       |
| George 'Gabby' Hayes        | Radio                       | 6427 Hollywood Blvd.                   |
| George 'Gabby' Hayes        | Television                  | 1724 Vine Street                       |
| Helen Hayes                 | Motion pictures             | 6258 Hollywood Blvd.                   |
| Helen Hayes                 | Radio                       | 6549 Hollywood Blvd.                   |
| Bill Hay                    | Radio                       | 6826 Hollywood Blvd.                   |
| Dick Haymes                 | Radio                       | 6116 Hollywood Blvd.                   |
| Johnny Hayes                | Radio                       | 6769 Hollywood Blvd.                   |
| Richard Hayman              | Recording                   | 1765 Vine Street                       |
| Dick Haymes                 | Recording                   | 1724 Vine Street                       |
| Dick Haymes                 | Radio                       | 6841 Hollywood Blvd.                   |
| Will H. Hays                | Motion pictures             | 6116 Hollywood Blvd.                   |
| Louis Hayward               | Motion pictures             | 1500 Vine Street                       |
| Louis Hayward               | Television                  | 1680 Vine Street                       |
| Susan Hayward               | Motion pictures             | 6251 Hollywood Blvd.                   |
| Rita Hayworth               | Motion pictures             | 1645 Vine Street                       |
| Edith Head                  | Motion pictures             | 6504 Hollywood Blvd.                   |
| Jim Healy                   | Radio                       | 6740 Hollywood Blvd.                   |
| Chick Hearn                 | Radio                       | 6755 Hollywood Blvd.                   |
| Eileen Heckart              | Motion pictures             | 6140 Hollywood Blvd.                   |
| Tippi Hedren                | Motion pictures             | . 7060 Hollywood Blvd.                 |
| Van Heflin                  | Motion pictures             | 6311 Hollywood Blvd.                   |
| Van Heflin                  | Television                  | 6125 Hollywood Blvd.                   |
| Hugh Hefner                 | Television                  | 7000 Hollywood Blvd.                   |
| Horace Heidt                | Radio                       | 1631 Vine Street                       |
| Horace Heidt                | Television                  | 6628 Hollywood Blvd.                   |
| Jascha Heifetz              | Recording                   | 6777 Hollywood Blvd.                   |
| Florence Henderson          | Television                  | 7070 Hollywood Blvd.                   |
| Jimi Hendrix                | Recording                   | 6627 Hollywood Blvd.                   |
| Sonja Henie                 | Motion pictures             | 6101 Hollywood Blvd.                   |
| Paul Henreid                | Motion pictures             | 6366 Hollywood Blvd.                   |
| Paul Henreid                | Television                  | 1720 Vine Street                       |
| Jim Henson                  | Television                  | 6631 Hollywood Blvd.                   |
| Audrey Hepburn              | Motion pictures             | 1652 Vine Street                       |
| Katharine Hepburn           | Motion pictures             | 6284 Hollywood Blvd.                   |
| Hugh Herbert                | Motion pictures             | 6251 Hollywood Blvd.                   |
| Jerry Herman                | Live theatre                | 7095 Hollywood Blvd.                   |
| Pee-wee Herman              | Motion pictures             | 6562 Hollywood Blvd.                   |
| Woody Herman                | Recording                   | 6805 Hollywood Blvd.                   |
| Chick Hearn                 | Radio                       | 6765 Hollywood Blvd.                   |
| Jean Hersholt               | Motion pictures             | 6501 Hollywood Blvd.                   |
| Jean Hersholt               | Radio                       | 6701 Hollywood Blvd.                   |
| Irene Hervey                | Motion pictures             | 6336 Hollywood Blvd.                   |
| Charlton Heston             | Motion pictures             | 1628 Hollywood Blvd.                   |
| Eddie Heywood               | Recording                   | 1709 Vine Street                       |
| Al Hibbler                  | Recording                   | 1650 Vine Street                       |
| George Hicks                | Radio                       | 6314 Hollywood Blvd.                   |
| Hildegarde                  | Radio                       | 6141 Hollywood Blvd.                   |
| Jim Hill                    | Television                  | 6801 Hollywood Blvd.                   |
| Alfred Hitchcock            | Motion pictures             | 6506 Hollywood Blvd.                   |
| Alfred Hitchcock            | Television                  | 7013 Hollywood Blvd.                   |
| John Hodiak                 | Radio                       | 6101 Hollywood Blvd.                   |
| Portland Hoffa              | Radio                       | 1640 Vine Street                       |
| William Holden              | Motion pictures             | 1651 Vine Street                       |
| Billie Holiday              | Recording                   | 1540 N. Vine Street                    |
| Judy Holliday               | Motion pictures             | 6901 Hollywood Blvd.                   |
| Earl Holliman               | Television                  | 6901 Hollywood Blvd.                   |
| Gordon Hollingshead         | Motion pictures             | 6200 Hollywood Blvd.                   |
| Celeste Holm                | Motion pictures             | 1500 Vine Street                       |
| Celeste Holm                | Television                  | 6821 Hollywood Blvd.                   |
| Burton Holmes               | Motion pictures             | 6600 Hollywood Blvd.                   |
| Phillips Holmes             | Motion pictures             | 6908 Hollywood Blvd.                   |
| Taylor Holmes               | Motion pictures             | 6821 Hollywood Blvd.                   |
| Jack Holt                   | Motion pictures             | 6313-1/2 Hollywood Blvd                |
| John Lee Hooker             | Recording                   | 7083 Hollywood Blvd                    |
| Bob Hope                    | Motion pictures             | 6541 Hollywood Blvd.                   |
| Bob Hope                    | Radio                       | 6141 Hollywood Blvd.                   |
| Bob Hope                    | Live theatre                | Special Plaque at 7021 Hollywood Blvd. |
| Bob Hope                    | Television                  | 6758 Hollywood Blvd.                   |
| Dolores Hope                | Live theatre                | 7021 Hollywood Blvd.                   |
| Anthony Hopkins             | Motion pictures             | 6801 Hollywood Blvd.                   |
| Linda Hopkins               | Recording                   | 6233 Hollywood Blvd.                   |
| Miriam Hopkins              | Motion pictures             | 1709 Vine Street                       |
| Miriam Hopkins              | Television                  | 1716 Vine Street                       |
| Hedda Hopper                | Motion pictures             | 6313 Hollywood Blvd                    |
| Lena Horne                  | Motion pictures             | 6282 Hollywood Blvd.                   |
| Lena Horne                  | Recording                   | 6250 Hollywood Blvd.                   |
| Vladimir Horowitz           | Recording                   | 1680 Vine Street                       |
| Edward Everett Horton       | Motion pictures             | 6427 Hollywood Blvd                    |
| Harry Houdini               | Motion pictures             | 7001 Hollywood Blvd.                   |
| Eddy Howard                 | Recording                   | 6724 Hollywood Blvd.                   |
| John Howard                 | Television                  | 6515 Hollywood Blvd.                   |
| Leslie Howard (skuespiller) | Motion pictures             | 6550 Hollywood Blvd.                   |
| Ron Howard                  | Television                  | 6838 Hollywood Blvd.                   |
| William K. Howard           | Motion pictures             | 1500 Vine Street                       |
| Rochelle Hudson             | Motion pictures             | 6200 Hollywood Blvd.                   |
| Rock Hudson                 | Motion pictures             | 6116 Hollywood Blvd.                   |
| Josephine Hull              | Motion pictures             | 6502 Hollywood Blvd.                   |
| Warren Hull                 | Radio                       | 6270 Hollywood Blvd.                   |
| Warren Hull                 | Television                  | 6135 Hollywood Blvd.                   |
| H. Bruce Humberstone        | Motion pictures             | 1752 Vine Street                       |
| Engelbert Humperdinck       | Recording                   | 7000 Hollywood Blvd.                   |
| Frazier Hunt                | Radio                       | 1708 Vine Street                       |
| Marsha Hunt                 | Television                  | 6658 Hollywood Blvd.                   |
| Pee Wee Hunt                | Recording                   | 6838 Hollywood Blvd.                   |
| Jeffrey Hunter              | Television                  | 6918 Hollywood Blvd.                   |
| Kim Hunter                  | Motion pictures             | 1617 Vine Street                       |
| Kim Hunter                  | Television                  | 1715 Vine Street                       |
| Tab Hunter                  | Recording                   | 6320 Hollywood Blvd.                   |
| Marlin Hurt                 | Radio                       | 6514 Hollywood Blvd.                   |
| Ted Husing                  | Radio                       | 6821 Hollywood Blvd.                   |
| Ferlin Husky                | Recording                   | 6675 Hollywood Blvd.                   |
| Ruth Hussey                 | Motion pictures             | 1551 Vine Street                       |
| John Huston                 | Motion pictures             | 1765 Hollywood Blvd.                   |
| Walter Huston               | Motion pictures             | 6624 Hollywood Blvd.                   |
| Betty Hutton                | Motion pictures             | 6259 Hollywood Blvd.                   |

## I
| Efternavne begyndende med I | Efternavne begyndende med I | Efternavne begyndende med I |
| navn                        | kategori                    | adresse                     |
| --------------------------- | --------------------------- | --------------------------- |
| Julio Iglesias              | Recording                   | 7000 Hollywood Blvd.        |
| Thomas Ince                 | Motion pictures             | 6727 Hollywood Blvd.        |
| Pedro Infante               | Recording                   | 7083 Hollywood Blvd.        |
| Rex Ingram                  | Motion pictures             | 1651 Hollywood Blvd.        |
| Jill Ireland                | Motion pictures             | 6751 Hollywood Blvd.        |
| John Ireland                | Television                  | 7021 Hollywood Blvd.        |
| Jose Iturbi                 | Recording                   | 6834 Hollywood Blvd.        |

## J
| Efternavne begyndende med J | Efternavne begyndende med J | Efternavne begyndende med J |
| navn                        | kategori                    | adresse                     |
| --------------------------- | --------------------------- | --------------------------- |
| Janet Jackson               | Recording                   | 1500 Vine Street            |
| Mahalia Jackson             | Recording                   | 6840 Hollywood Blvd.        |
| Michael Jackson             | Radio                       | 1541 Vine Street            |
| Michael Jackson             | Recording                   | 6927 Hollywood Blvd.        |
| Samuel L. Jackson           | Motion pictures             | 7018 Hollywood Blvd.        |
| Sherry Jackson              | Television                  | 6324 Hollywood Blvd.        |
| The Jacksons                | Recording                   | 1500 Vine Street            |
| Dean Jagger                 | Motion pictures             | 1623 Vine Street            |
| Jimmy Jam and Terry Lewis   | Recording                   | 6363 Hollywood Blvd.        |
| Dennis James                | Television                  | 6753 Hollywood Blvd.        |
| Etta James                  | Recording                   | 7080 Hollywood Blvd.        |
| Harry James                 | Recording                   | 6683 Hollywood Blvd.        |
| Joni James & Sonny James    | Recording                   | 6630 Hollywood Blvd.        |
| Elsie Janis                 | Motion pictures             | 6770 Hollywood Blvd.        |
| Emil Jannings               | Motion pictures             | 1630 Vine Street            |
| David Janssen               | Television                  | 7011 Hollywood Blvd.        |
| Maurice Jarre               | Motion pictures             | 6505 Hollywood Blvd.        |
| Al Jarreau                  | Recording                   | 7083 Hollywood Blvd.        |
| Jaime Jarrin                | Radio                       | 6381 Hollywood Blvd.        |
| Herbert Jeffreys            | Motion pictures             | 6672 Hollywood Blvd.        |
| Anne Jeffreys               | Television                  | 1501 Vine Street            |
| Gordon Jenkins              | Recording                   | 6626 Hollywood Blvd.        |
| Adele Jergens               | Television                  | 7046 Hollywood Blvd.        |
| George Jessel               | Motion pictures             | 1777 Vine Street            |
| Isabel Jewell               | Motion pictures             | 1560 Vine Street            |
| Norman Jewison              | Motion pictures             | 7000 Hollywood Blvd.        |
| Billy Joel                  | Recording                   | 6233 Hollywood Blvd.        |
| Elton John                  | Recording                   | 6915 Hollywood Blvd.        |
| Magic Johnson               | Motion pictures             | 7018 Hollywood Blvd.        |
| Ben Johnson                 | Motion pictures             | 7083 Hollywood Blvd.        |
| Don Johnson                 | Television                  | 7080 Hollywood Blvd.        |
| Nunnally Johnson            | Motion pictures             | 6240 Hollywood Blvd.        |
| Van Johnson                 | Motion pictures             | 6600 Hollywood Blvd.        |
| Al Jolson                   | Motion pictures             | 6622 Hollywood Blvd.        |
| Al Jolson                   | Radio                       | 6750 Hollywood Blvd.        |
| Al Jolson                   | Recording                   | 1716 Vine Street            |
| Allan Jones                 | Recording                   | 6100 Hollywood Blvd.        |
| Buck Jones                  | Motion pictures             | 6834 Hollywood Blvd.        |
| Chuck Jones                 | Motion pictures             | 7011 Hollywood Blvd.        |
| Dick Jones                  | Television                  | 7042 Hollywood Blvd.        |
| Gordon Jones                | Television                  | 1623 Vine Street            |
| Jack Jones                  | Recording                   | 6104 Hollywood Blvd.        |
| Jennifer Jones              | Motion pictures             | 6429 Hollywood Blvd.        |
| Quincy Jones                | Recording                   | 1500 Vine Street            |
| Shirley Jones               | Motion pictures             | 1541 Vine Street            |
| Spike Jones                 | Radio                       | 6290 Hollywood Blvd.        |
| Spike Jones                 | Recording                   | 1500 Vine Street            |
| Tom Jones                   | Recording                   | 6608 Hollywood Blvd.        |
| Tommy Lee Jones             | Motion pictures             | 6925 Hollywood Blvd.        |
| Victor Jory                 | Motion pictures             | 6605 Hollywood Blvd.        |
| José José                   | Recording                   | 7036 Hollywood Blvd.        |
| Louis Jourdan               | Recording                   | 6153 Hollywood Blvd.        |
| Louis Jourdan               | Television                  | 6445 Hollywood Blvd.        |
| Journey                     | Recording                   | 6750 Hollywood Blvd.        |
| Leatrice Joy                | Motion pictures             | 6517 Hollywood Blvd.        |
| Judge Judy                  | se Judith Sheindlin         | se Judith Sheindlin         |
| Katy Jurado                 | Motion pictures             | 7065 Hollywood Blvd.        |

## K
| Efternavne begyndende med K | Efternavne begyndende med K | Efternavne begyndende med K |
| navn                        | kategori                    | adresse                     |
| --------------------------- | --------------------------- | --------------------------- |
| Kitty Kallen                | Recording                   | 7021 Hollywood Blvd.        |
| Herbert Kalmus              | Motion pictures             | 6157 Hollywood Blvd.        |
| Boris Karloff               | Motion pictures             | 1737 Vine Street            |
| Boris Karloff               | Television                  | 6664 Hollywood Blvd.        |
| Casey Kasem                 | Radio                       | 6931 Hollywood Blvd.        |
| Danny Kaye                  | Motion pictures             | 6563 Hollywood Blvd.        |
| Danny Kaye                  | Recording                   | 6125 Hollywood Blvd.        |
| Danny Kaye                  | Radio                       | 6101 Hollywood Blvd.        |
| Sammy Kaye                  | Recording                   | 6767 Hollywood Blvd.        |
| Sammy Kaye                  | Television                  | 6419 Hollywood Blvd.        |
| Sammy Kaye                  | Radio                       | 6821 Hollywood Blvd.        |
| Elia Kazan                  | Motion pictures             | 6800 Hollywood Blvd.        |
| Buster Keaton               | Motion pictures             | 6619 Hollywood Blvd.        |
| Buster Keaton               | Television                  | 6321 Hollywood Blvd.        |
| Howard Keel                 | Motion pictures             | 6253 Hollywood Blvd.        |
| Ruby Keeler                 | Motion pictures             | 6730 Hollywood Blvd.        |
| Bill Keene                  | Television                  | 1541 Vine Street            |
| Bob Keeshan                 | Television                  | Sunset & Vine               |
| Annette Kellerman           | Motion pictures             | 6608 Hollywood Blvd.        |
| DeForest Kelley             | Motion pictures             | 7021Hollywood Blvd.         |
| Gene Kelly                  | Motion pictures             | 6153 Hollywood Blvd.        |
| Grace Kelly                 | Motion pictures             | 6329 Hollywood Blvd.        |
| Nancy Kelly                 | Motion pictures             | 7021 Hollywood Blvd.        |
| Patsy Kelly                 | Motion pictures             | 6669 Hollywood Blvd.        |
| Arthur Kennedy              | Motion pictures             | 6681 Hollywood Blvd.        |
| Arthur Kennedy              | Television                  | 1620 Vine Street            |
| Edgar Kennedy               | Motion pictures             | 6901 Hollywood Blvd.        |
| George Kennedy              | Motion pictures             | 6356 Hollywood Blvd.        |
| John B. Kennedy             | Radio                       | 1611 Vine Street            |
| Madge Kennedy               | Motion pictures             | 1600 Vine Street            |
| Stan Kenton                 | Recording                   | 6340 Hollywood Blvd.        |
| Kermit the Frog             | Television                  | 6801 Hollywood Blvd.        |
| Deborah Kerr                | Motion pictures             | 1709 Vine Street            |
| J. M. Kerrigan              | Motion pictures             | 6621 Hollywood Blvd.        |
| Norman Kerry                | Motion pictures             | 6724 Hollywood Blvd.        |
| Nicole Kidman               | Motion pictures             | 6801 Hollywood Blvd.        |
| Dorothy Kilgallen           | Television                  | 6780 Hollywood Blvd.        |
| Andrea King                 | Television                  | 1547 Vine Street            |
| B. B. King                  | Recording                   | 6771 Hollywood Blvd.        |
| John Reed King              | Radio                       | 6402 Hollywood Blvd.        |
| Henry King (director)       | Motion pictures             | 6327 Hollywood Blvd.        |
| Larry King                  | Television                  | 6616 Hollywood Blvd.        |
| Pee Wee King                | Recording                   | 1715 Vine Street            |
| Peggy King                  | Television                  | 6563 Hollywood Blvd.        |
| Wayne King                  | Radio                       | 6251 Hollywood Blvd.        |
| Joe Kirkwood, Jr.           | Television                  | 1632 Vine Street            |
| Dorothy Kirsten             | Recording                   | 6331 Hollywood Blvd.        |
| KISS                        | Recording                   | 7080 Hollywood Blvd.        |
| Eartha Kitt                 | Recording                   | 6656 Hollywood Blvd.        |
| Kevin Kline                 | Motion pictures             | 7000 Hollywood Blvd.        |
| Jack Klugman                | Television                  | 6555 Hollywood Blvd.        |
| Evelyn Knight               | Recording                   | 6136 Hollywood Blvd.        |
| Gladys Knight               | Recording                   | 7083 Hollywood Blvd.        |
| June Knight                 | Motion pictures             | 6247 Hollywood Blvd.        |
| Raymond Knight              | Radio                       | 6130 Hollywood Blvd.        |
| Ted Knight                  | Television                  | 6673 Hollywood Blvd.        |
| Don Knotts                  | Television                  | 7083 Hollywood Blvd.        |
| Patric Knowles              | Television                  | 6542 Hollywood Blvd.        |
| Peggy Knudsen               | Television                  | 6262 Hollywood Blvd.        |
| Theodore Kosloff            | Motion pictures             | 1617 Vine Street            |
| André Kostelanetz           | Recording                   | 6542 Hollywood Blvd.        |
| Henry Koster                | Motion pictures             | 6762 Hollywood Blvd.        |
| Ernie Kovacs                | Television                  | 6307 Hollywood Blvd.        |
| Stanley Kramer              | Motion pictures             | 6100 Hollywood Blvd.        |
| Fritz Kreisler              | Recording                   | 6655 Hollywood Blvd.        |
| Kurt Krueger                | Motion pictures             | 1560 Vine Street            |
| Otto Kruger                 | Motion pictures             | 1734 Vine Street            |
| Otto Kruger                 | Television                  | 6331 Hollywood Blvd.        |
| Kay Kyser                   | Radio                       | 1601 Vine Street            |
| Kay Kyser                   | Recording                   | 1708 Vine Street            |

## L
| Efternavne begyndende med L   | Efternavne begyndende med L    | Efternavne begyndende med L    |
| navn                          | kategori                       | adresse                        |
| ----------------------------- | ------------------------------ | ------------------------------ |
| Rod La Rocque                 | Motion pictures                | 1580 Vine Street               |
| Julius La Rosa                | Television                     | 6290 Hollywood Blvd.           |
| Patti LaBelle                 | Recording                      | 7000 Hollywood Blvd.           |
| Gregory La Cava               | Motion pictures                | 6906 Hollywood Blvd.           |
| Art Laboe                     | Radio                          | 6800 Hollywood Blvd.           |
| Alan Ladd                     | Motion pictures                | 1601 Vine Street               |
| Jim Ladd                      | Radio                          | 7018 Hollywood Blvd.           |
| Sue Carol                     | Motion pictures                | 1639 N. Vine Street            |
| Carl Laemmle                  | Motion pictures                | 6301 Hollywood Blvd.           |
| Frankie Laine                 | Recording                      | 6385 Hollywood Blvd.           |
| Frankie Laine                 | Television                     | 1645 Vine Street               |
| Alice Lake                    | Motion pictures                | 1624 Vine Street               |
| Arthur Lake                   | Radio                          | 6646 Hollywood Blvd.           |
| Veronica Lake                 | Motion pictures                | 6918 Hollywood Blvd.           |
| Jack LaLanne                  | Television                     | . 7000 Hollywood Blvd.         |
| Barbara La Marr               | Motion pictures                | 1621 Vine Street               |
| Hedy Lamarr                   | Motion pictures                | 6247 Hollywood Blvd.           |
| Dorothy Lamour                | Motion pictures                | 6332 Hollywood Blvd.           |
| Dorothy Lamour                | Radio                          | 6240 Hollywood Blvd.           |
| Burt Lancaster                | Motion pictures                | 6801 Hollywood Blvd.           |
| Martin Landau                 | Motion pictures                | 6801 Hollywood Blvd.           |
| Elissa Landi                  | Motion pictures                | 1611 Vine Street               |
| Carole Landis                 | Motion pictures                | 1765 Vine Street               |
| Michael Landon                | Television                     | 1500 N. Vine Street            |
| Klaus Landsberg               | Television                     | 1500 N. Vine Street            |
| Abbe Lane                     | Television                     | 6385 Hollywood Blvd.           |
| Dick Lane                     | Television                     | 6317 Hollywood Blvd.           |
| Nathan Lane                   | Motion pictures                | 6801 Hollywood Blvd.           |
| Sidney Lanfield               | Motion pictures                | 6101 Hollywood Blvd.           |
| Fritz Lang                    | Motion pictures                | 1600 Vine Street               |
| Walter Lang                   | Motion pictures                | 6520 Hollywood Blvd.           |
| Harry Langdon                 | Motion pictures                | 6927 Hollywood Blvd.           |
| Frances Langford              | Motion pictures                | 1500 Vine Street               |
| Frances Langford              | Radio                          | 1525 Vine Street               |
| Angela Lansbury               | Motion pictures                | 6623 Hollywood Blvd            |
| Angela Lansbury               | Television                     | 6259 Hollywood Blvd.           |
| Joe Lansing                   | Television                     | 6529 Hollywood Blvd            |
| Sherry Lansing                | Motion pictures                | 6925 Hollywood Blvd.           |
| Queen Latifah                 | Motion pictures                | 6915 Hollywood Blvd.           |
| Walter Lantz                  | Motion pictures                | 7000 Hollywood Blvd.           |
| Mario Lanza                   | Recording                      | 1751 Vine Street               |
| Mario Lanza                   | Motion pictures                | 6821 Hollywood Blvd.           |
| Laura La Plante               | Motion pictures                | 6378 Hollywood Blvd.           |
| Milt and Bill Larsen          | Recording                      | 6931 Hollywood Blvd.           |
| Glen A. Larson                | Television                     | 6673 Hollywood Blvd.           |
| Jesse L. Lasky                | Motion pictures                | 6433 Hollywood Blvd.           |
| Lassie                        | Motion pictures                | 6368 Hollywood Blvd.           |
| Charles Laughton              | Motion pictures                | 7021 Hollywood Blvd.           |
| Stan Laurel                   | Motion pictures                | 7021 Hollywood Blvd.           |
| Peter Lawford                 | Television                     | 6922 Hollywood Blvd.           |
| Barbara Lawrence              | Television                     | 1735 Vine Street               |
| Carol Lawrence                | Live theatre                   | 6211 Hollywood Blvd.           |
| Steve Lawrence & Edie Gormé   | se Edie Gormé & Steve Lawrence | se Edie Gormé & Steve Lawrence |
| Cloris Leachman               | Television                     | 6435 Hollywood Blvd.           |
| Norman Lear                   | Television                     | 6615 Hollywood Blvd.           |
| Francis Lederer               | Motion pictures                | 6902 Hollywood Blvd.           |
| Anna Lee                      | Motion pictures                | 6777 Hollywood Blvd.           |
| Bruce Lee                     | Motion pictures                | 6933 Hollywood Blvd.           |
| Gypsy Rose Lee                | Motion pictures                | 6351 Hollywood Blvd.           |
| Lila Lee                      | Motion pictures                | 1716 Vine Street               |
| Michele Lee                   | Television                     | 6363 Hollywood Blvd.           |
| Peggy Lee                     | Recording                      | 6319 Hollywood Blvd.           |
| Pinky Lee                     | Television                     | 6201 Hollywood Blvd.           |
| Rowland V. Lee                | Motion pictures                | 6313 Hollywood Blvd.           |
| Ruta Lee                      | Motion pictures                | 6901 Hollywood Blvd.           |
| Lotte Lehmann                 | Recording                      | 1735 Hollywood Blvd.           |
| Jerry Leiber and Mike Stoller | Recording                      | 7083 Hollywood Blvd.           |
| Janet Leigh                   | Motion pictures                | 1777 Vine Street               |
| Vivien Leigh                  | Motion pictures                | 6773 Hollywood Blvd.           |
| Mitchell Leisen               | Motion pictures                | 6241 Hollywood Blvd.           |
| Jack Lemmon                   | Motion pictures                | 6357 Hollywood Blvd.           |
| John Lennon                   | Recording                      | 1750 Vine Street               |
| The Lennon Sisters            | Television                     | 1500 Vine Street               |
| Jay Leno                      | Television                     | 6780 Hollywood Blvd.           |
| Robert Z. Leonard             | Motion pictures                | 6370 Hollywood Blvd.           |
| Mervyn LeRoy                  | Motion pictures                | 1560 Vine Street               |
| Jack Lescoulie                | Television                     | 6500 Hollywood Blvd.           |
| Joan Leslie                   | Television                     | 1560 Vine Street               |
| Sol Lesser                    | Motion pictures                | 6533 Hollywood Blvd.           |
| Oscar Levant                  | Recording                      | 6728 Hollywood Blvd.           |
| Fulton Lewis                  | Radio                          | 6258 Hollywood Blvd.           |
| Jerry Lewis                   | Television                     | 6150 Hollywood Blvd            |
| Jerry Lewis                   | Motion pictures                | 6821 Hollywood Blvd.           |
| Jerry Lee Lewis               | Recording                      | 6631 Hollywood Blvd.           |
| Robert Q. Lewis               | Television                     | 1709 Vine Street               |
| Shari Lewis                   | Television                     | 6743 Hollywood Blvd.           |
| Bill Leyden                   | Television                     | 6136 Hollywood Blvd.           |
| Liberace                      | Recording                      | 6527 Hollywood Blvd.           |
| Liberace                      | Television                     | 6739 Hollywood Blvd.           |
| Al Lichtman                   | Motion pictures                | 6821 Hollywood Blvd.           |
| Beatrice Lillie               | Motion pictures                | 6404 Hollywood Blvd.           |
| Elmo Lincoln                  | Motion pictures                | 7042 Hollywood Blvd.           |
| Eric Linden                   | Motion pictures                | 1648 Vine Street               |
| Margaret Lindsay              | Motion pictures                | 6318 Hollywood Blvd.           |
| Art Linkletter                | Radio                          | 6363 Hollywood Blvd.           |
| Art Linkletter                | Television                     | 1560 Vine Street               |
| John Lithgow                  | Television                     | 6666 Hollywood Blvd.           |
| Cleavon Little                | Motion pictures                | 7080 Hollywood Blvd.           |
| Little Jack Little            | Radio                          | 6618 Hollywood Blvd.           |
| Rich Little                   | Television                     | 6372 Hollywood Blvd.           |
| Anatole Litvak                | Motion pictures                | 6635 Hollywood Blvd.           |
| Livingston & Evans            | Recording                      | 7083 Hollywood Blvd.           |
| Mary Livingston               | Radio                          | 6705 Hollywood Blvd.           |
| Frank Lloyd                   | Motion pictures                | 6667 Hollywood Blvd.           |
| Harold Lloyd                  | Motion pictures                | 1503 Vine Street               |
| Gene Lockhart                 | Motion pictures                | 6307 Hollywood Blvd.           |
| Gene Lockhart                 | Television                     | 6681 Hollywood Blvd.           |
| June Lockhart                 | Motion pictures                | 6323 Hollywood Blvd.           |
| June Lockhart                 | Television                     | 6362 Hollywood Blvd.           |
| Kathleen Lockhart             | Motion pictures                | 6241 Hollywood Blvd.           |
| Marcus Loew                   | Motion pictures                | 1617 Vine Street               |
| Joshua Logan                  | Motion pictures                | 6235 Hollywood Blvd.           |
| Kenny Loggins                 | Recording                      | 7021 Hollywood Blvd.           |
| Al Lohman & Roger Barkley     | Radio                          | 1540 N. Vine Street            |
| Carole Lombard                | Motion pictures                | 6930 Hollywood Blvd.           |
| Guy Lombardo                  | Radio                          | 6677 Hollywood Blvd.           |
| Guy Lombardo                  | Recording                      | 6666 Hollywood Blvd.           |
| Guy Lombardo                  | Television                     | 6353 Hollywood Blvd.           |
| Julie London                  | Recording                      | 7000 Hollywood Blvd.           |
| George Lopez                  | Television                     | 6801 Hollywood Blvd.           |
| Israel "Cachao" López         | Recording                      | 6554 Hollywood Blvd.           |
| Vincent Lopez                 | Radio                          | 6609 Hollywood Blvd.           |
| Marjorie Lord                 | Television                     | 6317 Hollywood Blvd.           |
| Phillips Lord                 | Radio                          | 6912 Hollywood Blvd.           |
| Sophia Loren                  | Motion pictures                | 7050 Hollywood Blvd.           |
| Peter Lorre                   | Motion pictures                | 6619 Hollywood Blvd.           |
| Anita Louise                  | Motion pictures                | 6821 Hollywood Blvd.           |
| Bessie Love                   | Motion pictures                | 6777 Hollywood Blvd.           |
| Frank Lovejoy                 | Television                     | 6325 Hollywood Blvd.           |
| Edmund Lowe                   | Motion pictures                | 6363 Hollywood Blvd.           |
| Edmund Lowe                   | Television                     | 6601 Hollywood Blvd.           |
| Jim Lowe                      | Recording                      | 6333 Hollywood Blvd.           |
| Myrna Loy                     | Motion pictures                | 6685 Hollywood Blvd.           |
| Siegmund Lubin                | Motion pictures                | 6166 Hollywood Blvd.           |
| Ernst Lubitsch                | Motion pictures                | 7042 Hollywood Blvd.           |
| Norman Luboff                 | Recording                      | 1620 Vine Street               |
| Allen Ludden                  | Television                     | 6743 Hollywood Blvd.           |
| Susan Lucci                   | Television                     | 6801 Hollywood Blvd.           |
| Bela Lugosi                   | Motion pictures                | 6340 Hollywood Blvd.           |
| Paul Lukas                    | Motion pictures                | 6821 Hollywood Blvd.           |
| Keye Luke                     | Motion pictures                | 7000 Hollywood Blvd.           |
| Auguste Lumière               | Motion pictures                | 6320 Hollywood Blvd.           |
| Louis Lumière                 | Motion pictures                | 1529 Vine Street               |
| Humberto Luna                 | Television                     | 6776 Hollywood Blvd.           |
| Art Lund                      | Recording                      | 6126 Hollywood Blvd.           |
| Ida Lupino                    | Television                     | 1724 Vine Street               |
| Ida Lupino                    | Motion pictures                | 6821 Hollywood Blvd.           |
| John Lupton                   | Television                     | 1713 Vine Street               |
| Frank Luther                  | Recording                      | 1708 Vine Street               |
| A.C. Lyles                    | Motion pictures                | 6840 Hollywood Blvd.           |
| Frankie Lymon                 | Recording                      | 7083 Hollywood Blvd.           |
| Diana Lynn                    | Motion pictures                | 1625 Vine Street               |
| Diana Lynn                    | Television                     | 6350 Hollywood Blvd.           |
| Loretta Lynn                  | Recording                      | 1515 Vine Street               |
| Ben Lyon                      | Motion pictures                | 1724 Vine Street               |
| Bert Lytell                   | Motion pictures                | 6417 Hollywood Blvd.           |

## M
| Efternavne begyndende med M     | Efternavne begyndende med M  | Efternavne begyndende med M  |
| navn                            | kategori                     | adresse                      |
| ------------------------------- | ---------------------------- | ---------------------------- |
| Jeanette MacDonald              | Motion pictures              | 6157 Hollywood Blvd.         |
| Jeanette MacDonald              | Recording                    | 1628 Vine Street             |
| Katherine MacDonald             | Motion pictures              | 6759 Hollywood Blvd.         |
| Gisele MacKenzie                | Television                   | 1601 Vine Street             |
| Shirley MacLaine                | Motion pictures              | 1617 Vine Street             |
| Barton MacLane                  | Television                   | 6719 Hollywood Blvd.         |
| Fred MacMurray                  | Motion pictures              | 6421 Hollywood Blvd.         |
| Jeanie MacPherson               | Motion pictures              | 6150 Hollywood Blvd.         |
| Gordon MacRae                   | Radio                        | 6325 Hollywood Blvd.         |
| Helen Mack                      | Motion pictures              | 6310 Hollywood Blvd.         |
| Ted Mack                        | Television                   | 6300 Hollywood Blvd.         |
| Johnny Maddox                   | Recording                    | 6401 Hollywood Blvd.         |
| Guy Madison                     | Radio                        | 6933 Hollywood Blvd.         |
| Guy Madison                     | Television                   | 6333 Hollywood Blvd.         |
| Anna Magnani                    | Motion pictures              | 6385 Hollywood Blvd.         |
| Lee Majors                      | Television                   | 6931 Hollywood Blvd.         |
| Mako                            | Motion pictures              | 7095 Hollywood Blvd.         |
| Karl Malden                     | Motion pictures              | 6231 Hollywood Blvd.         |
| Dorothy Malone                  | Motion pictures              | 1716 Vine Street             |
| Ted Malone                      | Radio                        | 1628 Vine Street             |
| Rouben Mamoulian                | Motion pictures              | 1709 Vine Street             |
| Henry Mancini                   | Recording                    | 6821 Hollywood Blvd.         |
| Barry Manilow                   | Recording                    | 6233 Hollywood Blvd.         |
| Joseph L. Mankiewicz            | Motion pictures              | 6201 Hollywood Blvd.         |
| Anthony Mann                    | Motion pictures              | 6229 Hollywood Blvd.         |
| Delbert Mann                    | Motion pictures              | 1716 Vine Street             |
| Hank Mann                       | Motion pictures              | 6300 Hollywood Blvd.         |
| Jayne Mansfield                 | Motion pictures              | 6328 Hollywood Blvd.         |
| Mantovani                       | Recording                    | 1708 Vine Street             |
| Fredric March                   | Motion pictures              | 1620 Vine Street             |
| Hal March                       | Radio                        | 1560 Vine Street             |
| Hal March                       | Television                   | 6536 Hollywood Blvd.         |
| Ann-Margret                     | Motion pictures              | 6501 Hollywood Blvd.         |
| Rose Marie                      | Television                   | 7083 Hollywood Blvd.         |
| Mark & Brian                    | Radio                        | 6767 Hollywood Blvd.         |
| Bob Marley                      | Recording                    | 7080 Hollywood Blvd.         |
| J. Peverell Marley              | Motion pictures              | 6819 Hollywood Blvd.         |
| Jess Marlow                     | Television                   | 6420 Hollywood Blvd.         |
| Mae Marsh                       | Motion pictures              | 1600 Vine Street             |
| Garry Marshall                  | Television                   | 6838 Hollywood Blvd.         |
| George Marshall                 | Motion pictures              | 7048 Hollywood Blvd.         |
| Herbert Marshall                | Motion pictures              | 6200 Hollywood Blvd.         |
| Penny Marshall & Cindy Williams | Television                   | 7021 Hollywood Blvd          |
| Dean Martin                     | Motion pictures              | 6519 Hollywood Blvd.         |
| Dean Martin                     | Recording                    | 1617 Vine Street             |
| Dean Martin                     | Television                   | 6651 Hollywood Blvd.         |
| Dick Martin and Dan Rowan       | se Dan Rowan and Dick Martin | se Dan Rowan and Dick Martin |
| Freddy Martin                   | Recording                    | 6532 Hollywood Blvd.         |
| Marion Martin                   | Motion pictures              | 6915 Hollywood Blvd.         |
| Mary Martin                     | Radio                        | 6609 Hollywood Blvd.         |
| Mary Martin                     | Recording                    | 1560 Vine Street             |
| Quinn Martin                    | Television                   | 6667 Hollywood Blvd.         |
| Tony Martin                     | Motion pictures              | 6436 Hollywood Blvd.         |
| Tony Martin                     | Radio                        | 1760 Vine Street             |
| Tony Martin                     | Recording                    | 6331 Hollywood Blvd.         |
| Tony Martin                     | Television                   | 1725 Vine Street             |
| Wink Martindale                 | Television                   | 7018 Hollywood Blvd.         |
| Groucho Marx                    | Television                   | 1734 Vine Street             |
| Groucho Marx                    | Radio                        | 6821 Hollywood Blvd.         |
| James Mason                     | Television                   | 6821 Hollywood Blvd.         |
| Ilona Massey                    | Motion pictures              | 1623 Vine Street             |
| Raymond Massey                  | Motion pictures              | 1719 Vine Street             |
| Raymond Massey                  | Television                   | 6706 Hollywood Blvd.         |
| Johnny Mathis                   | Recording                    | 1501 Vine Street             |
| Walter Matthau                  | Motion pictures              | 6357 Hollywood Blvd.         |
| Victor Mature                   | Motion pictures              | 6780 Hollywood Blvd.         |
| Louis B. Mayer                  | Motion pictures              | 1637 Vine Street             |
| Ken Maynard                     | Motion pictures              | 6751 Hollywood Blvd.         |
| Archie Mayo                     | Motion pictures              | 6301 Hollywood Blvd.         |
| Virginia Mayo                   | Television                   | 1751 Vine Street             |
| May McAvoy                      | Motion pictures              | 1731 Vine Street             |
| Mary Margaret McBride           | Radio                        | 7018 Hollywood Blvd.         |
| Irish McCalla                   | Television                   | 1720 Vine Street             |
| Mercedes McCambridge            | Motion pictures              | 1720 Vine Street             |
| Mercedes McCambridge            | Television                   | 6243 Hollywood Blvd.         |
| Leo McCarey                     | Motion pictures              | 1500 Vine Street             |
| Clem McCarthy                   | Radio                        | 6563 Hollywood Blvd.         |
| Doug McClure                    | Television                   | 7065 Hollywood Blvd.         |
| Smilin' Ed McConnell            | Radio                        | 6650 Hollywood Blvd.         |
| Patty McCormack                 | Motion pictures              | 6312 Hollywood Blvd.         |
| Larry McCormick                 | Television                   | 6420 Hollywood Blvd.         |
| Clyde McCoy                     | Recording                    | 6426 Hollywood Blvd.         |
| Tim McCoy                       | Motion pictures              | 1600 Vine Street             |
| Tex McCrary                     | Television                   | 1628 Vine Street             |
| Joel McCrea                     | Motion pictures              | 6901 Hollywood Blvd.         |
| Joel McCrea                     | Radio                        | 6241 Hollywood Blvd.         |
| Hattie McDaniel                 | Motion pictures              | 1719 Vine Street             |
| Hattie McDaniel                 | Radio                        | 6933 Hollywood Blvd.         |
| Roddy McDowall                  | Television                   | 6632 Hollywood Blvd.         |
| Reba McEntire                   | Recording                    | 7018 Hollywood Blvd.         |
| George "Spanky" McFarland       | Motion pictures              | 7095 Hollywood Blvd.         |
| Fibber McGee and Molly          | se Fibber McGee and Molly    | se Fibber McGee and Molly    |
| Charles McGraw                  | Television                   | 6927 Hollywood Blvd.         |
| Tim McGraw                      | Recording                    | 6901 Hollywood Blvd.         |
| Dorothy McGuire                 | Motion pictures              | 6933 Hollywood Blvd.         |
| Rod McKuen                      | Recording                    | 1501 Vine Street             |
| Victor McLaglen                 | Motion pictures              | 1735 Vine Street             |
| Norman Z. McLeod                | Motion pictures              | 1724 Vine Street             |
| Ed McMahon                      | Television                   | 7000 Hollywood Blvd.         |
| Graham Mcnavne                  | Radio                        | 6405 Hollywood Blvd.         |
| Don McNeill                     | Radio                        | 6301 Hollywood Blvd.         |
| Steve McQueen                   | Motion pictures              | 6834 Hollywood Blvd.         |
| Audrey Meadows                  | Television                   | 6100 Hollywood Blvd.         |
| Mike Medavoy                    | Motion pictures              | 6801 Hollywood Blvd.         |
| Donald Meek                     | Motion pictures              | 1752 Vine Street             |
| George Meeker                   | Motion pictures              | 6101 Hollywood Blvd.         |
| Thomas Meighan                  | Motion pictures              | 1719 Vine Street             |
| John Meikle                     | Motion pictures              | 1777 Vine Street             |
| John Meikle                     | Recording                    | 1625 Vine Street             |
| Lauritz Melchior                | Recording                    | 1718 Vine Street             |
| James Melton                    | Radio                        | 6300 Hollywood Blvd.         |
| James Melton                    | Recording                    | 6564 Hollywood Blvd.         |
| Rafael Méndez                   | Recording                    | 6767 Hollywood Blvd.         |
| Adolphe Menjou                  | Motion pictures              | 6826 Hollywood Blvd.         |
| Yehudi Menuhin                  | Recording                    | 6710 Hollywood Blvd.         |
| Johnny Mercer                   | Television                   | 1628 Vine Street             |
| Burgess Meredith                | Motion pictures              | 6904 Hollywood Blvd.         |
| Una Merkel                      | Motion pictures              | 6262 Hollywood Blvd.         |
| Ethel Merman                    | Motion pictures              | 7044 Hollywood Blvd.         |
| Ethel Merman                    | Recording                    | 1751 Vine Street             |
| Robert Merrill                  | Recording                    | 6763 Hollywood Blvd.         |
| Al Michaels                     | Television                   | 6633 Hollywood Blvd.         |
| Lorne Michaels                  | Television                   | 6627 Hollywood Blvd.         |
| Oscar Micheaux                  | Motion pictures              | 6721 Hollywood Blvd.         |
| Bette Midler                    | Recording                    | 6922 Hollywood Blvd.         |
| Luis Miguel                     | Recording                    | 7060 Hollywood Blvd.         |
| David Milch                     | Television                   | 6840 Hollywood Blvd.         |
| Vera Miles                      | Television                   | 1652 Vine Street             |
| Lewis Milestone                 | Motion pictures              | 7021 Hollywood Blvd.         |
| Ray Milland                     | Motion pictures              | 1621 Vine Street             |
| Ray Milland                     | Television                   | 1634 Vine Street             |
| The Steve Miller Band           | Recording                    | 1750 Vine Street             |
| Ann Miller                      | Motion pictures              | 6914 Hollywood Blvd.         |
| Bob Miller                      | Radio                        | 6763 Hollywood Blvd.         |
| Glenn Miller                    | Recording                    | 6915 Hollywood Blvd.         |
| Marilyn Miller                  | Motion pictures              | 6301 Hollywood Blvd.         |
| Marvin Miller                   | Television                   | 6101 Hollywood Blvd.         |
| Mitch Miller                    | Recording                    | 7013 Hollywood Blvd.         |
| Mills Brothers                  | Recording                    | 7000 Hollywood Blvd.         |
| Nathan Milstein                 | Recording                    | 6379 Hollywood Blvd.         |
| Liza Minnelli                   | Live theatre                 | 7000 Hollywood Blvd.         |
| Vincente Minnelli               | Motion pictures              | 6676 Hollywood Blvd.         |
| Mary Miles Minter               | Motion pictures              | 1724 Vine Street             |
| Ken Minyard & Robert Arthur     | Radio                        | 6808 Hollywood Blvd.         |
| Carmen Miranda                  | Motion pictures              | 6262 Hollywood Blvd.         |
| Everett Mitchell                | Radio                        | 6254 Hollywood Blvd.         |
| Guy Mitchell                    | Recording                    | 7000 Hollywood Blvd.         |
| Thomas Mitchell                 | Motion pictures              | 1651 Vine Street             |
| Thomas Mitchell                 | Television                   | 6100 Hollywood Blvd.         |
| Robert Mitchum                  | Motion pictures              | 6240 Hollywood Blvd.         |
| Tom Mix                         | Motion pictures              | 1708 Vine Street             |
| Hal Mohr                        | Motion pictures              | 6433 Hollywood Blvd.         |
| Thelonious Monk                 | Recording                    | 7055 Hollywood Blvd.         |
| The Monkees                     | Recording                    | 6675 Hollywood Blvd.         |
| Marilyn Monroe                  | Motion pictures              | 6774 Hollywood Blvd.         |
| Vaughn Monroe                   | Radio                        | 1755 Vine Street             |
| Vaughn Monroe                   | Recording                    | 1600 Vine Street             |
| Ricardo Montalbán               | Television                   | 7021 Hollywood Blvd.         |
| Pierre Monteux                  | Recording                    | 1725 Vine Street             |
| George Montgomery               | Television                   | 6301 Hollywood Blvd.         |
| Robert Montgomery               | Motion pictures              | 6440 Hollywood Blvd.         |
| Robert Montgomery               | Television                   | 1631 Vine Street             |
| Art Mooney                      | Recording                    | 6150 Hollywood Blvd.         |
| Clayton Moore – The Lone Ranger | Television                   | 6914 Hollywood Blvd.         |
| Colleen Moore                   | Motion pictures              | 1549 Vine Street             |
| Constance Moore                 | Motion pictures              | 6270 Hollywood Blvd.         |
| Del Moore                       | Television                   | 6405 Hollywood Blvd.         |
| Dudley Moore                    | Motion pictures              | 7000 Hollywood Blvd.         |
| Garry Moore                     | Radio                        | 1718 Vine Street             |
| Garry Moore                     | Television                   | 1680 Vine Street             |
| Grace Moore                     | Motion pictures              | 6274 Hollywood Blvd.         |
| Mary Tyler Moore                | Television                   | 7021 Hollywood Blvd.         |
| Matt Moore                      | Motion pictures              | 6301 Hollywood Blvd.         |
| Owen Moore                      | Motion pictures              | 6727 Hollywood Blvd.         |
| Terry Moore                     | Motion pictures              | 7076 Hollywood Blvd.         |
| Tom Moore                       | Motion pictures              | 1640 Vine Street             |
| Victor Moore                    | Motion pictures              | 6834 Hollywood Blvd.         |
| Agnes Moorehead                 | Motion pictures              | 1719 Vine Street             |
| Polly Moran                     | Motion pictures              | 6300 Hollywood Blvd.         |
| Antonio Moreno                  | Motion pictures              | 6651 Hollywood Blvd.         |
| Rita Moreno                     | Motion pictures              | 7083 Hollywood Blvd.         |
| Frank Morgan                    | Motion pictures              | 1708 Vine Street             |
| Frank Morgan                    | Radio                        | 6700 Hollywood Blvd.         |
| Henry Morgan                    | Radio                        | 6325 Hollywood Blvd.         |
| Michèle Morgan                  | Motion pictures              | 1645 Vine Street             |
| Ralph Morgan                    | Motion pictures              | 1617 Vine Street             |
| Robert W. Morgan                | Radio                        | 6841 Hollywood Blvd.         |
| Russ Morgan                     | Recording                    | 1751 Vine Street             |
| Pat Morita                      | Motion pictures              | 6633 Hollywood Blvd.         |
| Carlton E. Morse                | Radio                        | 6445 Hollywood Blvd.         |
| Ella Mae Morse                  | Recording                    | 1724 Vine Street             |
| Jerry Moss                      | Television                   | 6933 Hollywood Blvd.         |
| The Mötley Crüe                 | Recording                    | 6752 Hollywood Blvd.         |
| Mickey Mouse                    | Motion pictures              | 6925 Hollywood Blvd.         |
| Jack Mulhall                    | Motion pictures              | 1724 Vine Street             |
| Jean Muir                       | Motion pictures              | 6280 Hollywood Blvd.         |
| Richard Mulligan                | Television                   | 6777 Hollywood Blvd.         |
| Paul Muni                       | Motion pictures              | 6433 Hollywood Blvd.         |
| Ona Munson                      | Motion pictures              | 6250 Hollywood Blvd.         |
| Dennis Muren                    | Motion pictures              | 6764 Hollywood Blvd.         |
| Audie Murphy                    | Motion pictures              | 1601 Vine Street             |
| Eddie Murphy                    | Motion pictures              | 7000 Hollywood Blvd.         |
| George Murphy                   | Motion pictures              | 1601 Vine Street             |
| Charlie Murphy                  | Motion pictures              | 1719 Vine Street             |
| Anne Murray                     | Recording                    | 1750 Vine Street             |
| Don Murray                      | Motion pictures              | 6385 Hollywood Blvd.         |
| Jan Murray                      | Television                   | 6153 Hollywood Blvd.         |
| Ken Murray                      | Radio                        | 1724 Vine Street             |
| Mae Murray                      | Motion pictures              | 6318 Hollywood Blvd.         |
| Edward R. Murrow                | Radio                        | 6263 Hollywood Blvd.         |
| Carmel Myers                    | Motion pictures              | 1751 Vine Street             |
| Mike Myers                      | Motion pictures              | 7046 Hollywood Blvd.         |

## N
| Efternavne begyndende med N | Efternavne begyndende med N | Efternavne begyndende med N |
| navn                        | kategori                    | adresse                     |
| --------------------------- | --------------------------- | --------------------------- |
| Jim Nabors                  | Live theatre                | 6435 Hollywood Blvd.        |
| Conrad Nagel                | Motion pictures             | 1719 Vine Street            |
| Conrad Nagel                | Radio                       | 1752 Vine Street            |
| Conrad Nagel                | Television                  | 1752 Vine Street            |
| J. Carrol Naish             | Television                  | 6145 Hollywood Blvd.        |
| Nita Naldi                  | Motion pictures             | 6316 Hollywood Blvd.        |
| Ogden Nash                  | Television                  | 6264 Hollywood Blvd.        |
| Ramón Novarro               | Motion pictures             | 6350 Hollywood Blvd.        |
| Alla Nazimova               | Motion pictures             | 6933 Hollywood Blvd.        |
| Patricia Neal               | Motion pictures             | 7018 Hollywood Blvd.        |
| James L. Nederlander        | Live theatre                | 6233 Hollywood Blvd.        |
| Pola Negri                  | Motion pictures             | 6140 Hollywood Blvd.        |
| Jean Negulesco              | Motion pictures             | 6212 Hollywood Blvd.        |
| Marshall Neilan             | Motion pictures             | 6241 Hollywood Blvd.        |
| Barry Nelson                | Television                  | 6259 Hollywood Blvd.        |
| David Nelson                | Television                  | 1501 Vine Street            |
| Gene Nelson                 | Motion pictures             | 7005 Hollywood Blvd.        |
| Harriet Nelson              | Television                  | 6821 Hollywood Blvd.        |
| Ozzie Nelson                | Television                  | 6555 Hollywood Blvd.        |
| Ozzie & Harriet Nelson      | Radio                       | 6260 Hollywood Blvd.        |
| Ricky Nelson                | Recording                   | 1515 Vine Street            |
| John Nesbitt                | Motion pictures             | 1717 Vine Street            |
| John Nesbitt                | Radio                       | 6200 Hollywood Blvd.        |
| Mace Neufeld                | Motion pictures             | 6714 Hollywood Blvd.        |
| Bob Newhart                 | Television                  | 6381 Hollywood Blvd.        |
| Alfred Newman               | Recording                   | 1708 Vine Street            |
| Paul Newman                 | Motion pictures             | 7060 Hollywood Blvd.        |
| Wayne Newton                | Recording                   | 6909 Hollywood Blvd.        |
| Olivia Newton-John          | Recording                   | 6925 Hollywood Blvd.        |
| Fred Niblo                  | Motion pictures             | 7014 Hollywood Blvd.        |
| The Nicholas Brothers       | Motion pictures             | 7083 Hollywood Blvd.        |
| Nichelle Nichols            | Television                  | 6633 Hollywood Blvd.        |
| Jack Nicholson              | Motion pictures             | 6925 Hollywood Blvd.        |
| Leslie Nielsen              | Motion pictures             | 6541 Hollywood Blvd.        |
| Chuck Niles                 | Radio                       | 7080 Hollywood Blvd         |
| Ken Niles                   | Radio                       | 6711 Hollywood Blvd.        |
| Wendell Niles               | Radio                       | 1725 Vine Street            |
| Anna Q. Nilsson             | Motion pictures             | 6150 Hollywood Blvd.        |
| Leonard Nimoy               | Motion pictures             | 6651 Hollywood Blvd.        |
| David Niven                 | Motion pictures             | 6384 Hollywood Blvd.        |
| David Niven                 | Television                  | 1623 Vine Street            |
| Marian Nixon                | Motion pictures             | 1724 Vine Street            |
| Lloyd Nolan                 | Television                  | 1752 Vine Street            |
| Mabel Normand               | Motion pictures             | 6821 Hollywood Blvd.        |
| Chuck Norris                | Motion pictures             | 7000 Hollywood Blvd.        |
| Kim Novak                   | Motion pictures             | 6332 Hollywood Blvd.        |
| Ramón Novarro               | Motion pictures             | 6350 Hollywood Blvd.        |

## O
| Efternavne begyndende med O | Efternavne begyndende med O | Efternavne begyndende med O |
| navn                        | kategori                    | adresse                     |
| --------------------------- | --------------------------- | --------------------------- |
| Jack Oakie                  | Motion pictures             | 6752 Hollywood Blvd.        |
| Merle Oberon                | Motion pictures             | 6274 Hollywood Blvd.        |
| Hugh O'Brian                | Television                  | 6613 Hollywood B            |
| Dave O'Brien                | Motion pictures             | 6251 Hollywood Blvd.        |
| Edmond O'Brien              | Motion pictures             | 1725 Vine Street            |
| Edmond O'Brien              | Television                  | 6523 Hollywood Blvd.        |
| Eugene O'Brien              | Motion pictures             | 1620 Vine Street            |
| George O'Brien              | Motion pictures             | 6201 Hollywood Blvd.        |
| Margaret O'Brien            | Motion pictures             | 6606 Hollywood Blvd.        |
| Margaret O'Brien            | Television                  | 1634 Vine Street            |
| Pat O'Brien                 | Motion pictures             | 1531 Vine Street            |
| Pat O'Brien                 | Television                  | 6240 Hollywood Blvd.        |
| Carroll O'Connor            | Motion pictures             | 7080 Hollywood Blvd.        |
| Donald O'Connor             | Motion pictures             | 1680 Vine Street            |
| Donald O'Connor             | Television                  | 7021 Hollywood Blvd.        |
| Molly O'Day                 | Motion pictures             | 1708 Vine Street            |
| George O'Hanlon             | Motion pictures             | 6428 Hollywood Blvd.        |
| Maureen O'Hara              | Motion pictures             | 7004 Hollywood Blvd.        |
| Walter O'Keefe              | Radio                       | 6153 Hollywood Blvd.        |
| Henry O'Neill               | Motion pictures             | 6801 Hollywood Blvd.        |
| Edna May Oliver             | Motion pictures             | 1623 Vine Street            |
| Laurence Olivier            | Motion pictures             | 6319 Hollywood Blvd.        |
| Edward James Olmos          | Motion pictures             | 7021 Hollywood Blvd.        |
| Mary-Kate and Ashley Olsen  | Motion pictures             | 6801 Hollywood Blvd.        |
| Tony Orlando                | Recording                   | 6385 Hollywood Blvd.        |
| Eugene Ormandy              | Recording                   | 6926 Hollywood Blvd.        |
| Robert Osborne              | Television                  | 1617 Vine Street.           |
| Ozzy Osbourne               | Recording                   | 6780 Hollywood Blvd.        |
| The Osmonds                 | Recording                   | 7080 Hollywood Blvd.        |
| Michael O'Shea              | Television                  | 1680 Vine Street            |
| Maureen O'Sullivan          | Motion pictures             | 6541 Hollywood Blvd.        |
| Buck Owens                  | Recording                   | 6667 Hollywood Blvd.        |
| Gary Owens                  | Radio                       | 6743 Hollywood Blvd.        |

## P
| Efternavne begyndende med P | Efternavne begyndende med P | Efternavne begyndende med P |
| navn                        | kategori                    | adresse                     |
| --------------------------- | --------------------------- | --------------------------- |
| Paderewski                  | Recording                   | 6284 Hollywood Blvd.        |
| Anita Page                  | Motion pictures             | 6116 Hollywood Blvd.        |
| Patti Page                  | Recording                   | 6760 Hollywood Blvd.        |
| Janis Paige                 | Motion pictures             | 6624 Hollywood Blvd.        |
| George Pál                  | Motion pictures             | 1720 Vine Street            |
| Jack Palance                | Television                  | 6608 Hollywood Blvd.        |
| Eugene Pallette             | Motion pictures             | 6702 Hollywood Blvd.        |
| Lilli Palmer                | Television                  | 7013 Hollywood Blvd.        |
| Franklin Pangborn           | Motion pictures             | 1500 Vine Street            |
| Eleanor Parker              | Motion pictures             | 6340 Hollywood Blvd.        |
| Frank Parker                | Radio                       | 6821 Hollywood Blvd.        |
| Jean Parker                 | Motion pictures             | 6666 Hollywood Blvd.        |
| Parkyakarkus                | Radio                       | 1708 Vine Street            |
| Jack Paar                   | Television                  | 6212 Hollywood Blvd.        |
| Helen Parrish               | Motion pictures             | 6263 Hollywood Blvd.        |
| Louella Parsons             | Motion pictures             | 6418 Hollywood Blvd.        |
| Louella Parsons             | Radio                       | 6300 Hollywood Blvd.        |
| Dolly Parton                | Recording                   | 6712 Hollywood Blvd         |
| Joe Pasternak               | Motion pictures             | 1541 N. Vine Street         |
| Les Paul and Mary Ford      | Recording                   | 1541 Vine Street            |
| Katina Paxinou              | Motion pictures             | 1651 Vine Street            |
| John Payne                  | Motion pictures             | 6125 Hollywood Blvd.        |
| John Payne                  | Television                  | 6687 Hollywood Blvd.        |
| Al Pearce                   | Radio                       | 6328 Hollywood Blvd.        |
| Jack Pearl                  | Radio                       | 1680 Vine Street            |
| Drew Pearson                | Radio                       | 6623 Hollywood Blvd.        |
| Harold Peary                | Radio                       | 1639 Vine Street            |
| Harold Peary                | Television                  | 1719 Vine Street            |
| Gregory Peck                | Motion pictures             | 6100 Hollywood Blvd.        |
| Jan Peerce                  | Recording                   | 1751 Vine Street            |
| Joe Penner                  | Radio                       | 1752 Vine Street            |
| George Peppard              | Motion pictures             | 6675 Hollywood Blvd.        |
| Anthony Perkins             | Television                  | 6801 Hollywood Blvd.        |
| Anthony Perkins             | Motion pictures             | 6821 Hollywood Blvd.        |
| Gigi Perreau                | Television                  | 6212 Hollywood Blvd.        |
| Jack Perrin                 | Motion pictures             | 1777 Vine Street            |
| Bernadette Peters           | Live theatre                | 6706 Hollywood Blvd.        |
| Brock Peters                | Live theatre                | 7000 Hollywood Blvd.        |
| House Peters, Sr.           | Motion pictures             | 6157 Hollywood Blvd.        |
| Susan Peters                | Motion pictures             | 1601 Vine Street            |
| Olga Petrova                | Motion pictures             | 6562 Hollywood Blvd.        |
| Tom Petty                   | Recording                   | 7018 Hollywood Blvd.        |
| Regis Philbin               | Television                  | 6834 Hollywood Blvd.        |
| Dorothy Phillips            | Motion pictures             | 6358 Hollywood Blvd.        |
| Jack Pickford               | Motion pictures             | 1523 Vine Street            |
| Mary Pickford               | Motion pictures             | 6280 Hollywood Blvd.        |
| Walter Pidgeon              | Motion pictures             | 6414 Hollywood Blvd.        |
| Webb Pierce                 | Recording                   | 1600 Vine Street            |
| Ezio Pinza                  | Recording                   | 1601 Vine Street            |
| ZaSu Pitts                  | Motion pictures             | 6554 Hollywood Blvd.        |
| The Pointer Sisters         | Recording                   | 6363 Hollywood Blvd.        |
| Sidney Poitier              | Motion pictures             | 7065 Hollywood Blvd.        |
| Snub Pollard                | Motion pictures             | 6415 Hollywood Blvd         |
| Lily Pons                   | Recording                   | 7006 Hollywood Blvd.        |
| Winnie the Pooh             | Motion pictures             | 6834 Hollywood Blvd.        |
| H. C. Potter                | Motion pictures             | 6633 Hollywood Blvd.        |
| David Powell                | Motion pictures             | 1651 Vine Street            |
| Dick Powell                 | Motion pictures             | 6915 Hollywood Blvd.        |
| Dick Powell                 | Television                  | 6745 Hollywood Blvd.        |
| Dick Powell                 | Radio                       | 1560 Vine Street            |
| Eleanor Powell              | Motion pictures             | 1541 Vine Street            |
| Jane Powell                 | Motion pictures             | 6818 Hollywood Blvd.        |
| William Powell              | Motion pictures             | 1636 Vine Street            |
| Tyrone Power                | Motion pictures             | 6747 Hollywood Blvd.        |
| Mala Powers                 | Television                  | 6360 Hollywood Blvd.        |
| Stefanie Powers             | Television                  | 6776 Hollywood Blvd.        |
| Pérez Prado                 | Recording                   | 1529 Vine Street            |
| Otto Preminger              | Motion pictures             | 6624 Hollywood Blvd.        |
| Elvis Presley               | Recording                   | 6777 Hollywood Blvd.        |
| Marie Prevost               | Motion pictures             | 6201 Hollywood Blvd.        |
| Vincent Price               | Motion pictures             | 6201 Hollywood Blvd.        |
| Vincent Price               | Television                  | 6501 Hollywood Blvd.        |
| Charley Pride               | Recording                   | 7083 Hollywood Blvd.        |
| William Primrose            | Recording                   | 6801 Hollywood Blvd.        |
| Aileen Pringle              | Motion pictures             | 6723 Hollywood Blvd.        |
| Freddie Prinze              | Television                  | 6755 Hollywood Blvd.        |
| Jon Provost                 | Television                  | 7080 Hollywood Blvd.        |
| Richard Pryor               | Motion pictures             | 6438 Hollywood Blvd.        |
| Tito Puente                 | Recording                   | 6933 Hollywood Blvd.        |
| George Putnam               | Television                  | 6374 Hollywood Blvd.        |
| Denver Pyle                 | Motion pictures             | 7083 Hollywood Blvd.        |

## Q
| Efternavne begyndende med Q | Efternavne begyndende med Q | Efternavne begyndende med Q |
| navn                        | kategori                    | adresse                     |
| --------------------------- | --------------------------- | --------------------------- |
| Dennis Quaid                | Motion pictures             | 7018 Hollywood Blvd.        |
| Randy Quaid                 | Motion pictures             | 7000 Hollywood Blvd.        |
| Queen                       | Recording                   | 6356 Hollywood Blvd.        |
| Anthony Quinn               | Motion pictures             | 6251 Hollywood Blvd.        |

## R
| Efternavne begyndende med R | Efternavne begyndende med R | Efternavne begyndende med R |
| navn                        | kategori                    | adresse                     |
| --------------------------- | --------------------------- | --------------------------- |
| Gilda Radner                | Television                  | 6801 Hollywood Blvd.        |
| George Raft                 | Motion pictures             | 6159 Hollywood Blvd.        |
| George Raft                 | Television                  | 1500 Vine Street            |
| Luise Rainer                | Motion pictures             | 6300 Hollywood Blvd.        |
| Claude Rains                | Motion pictures             | 6400 Hollywood Blvd.        |
| Ella Raines                 | Motion pictures             | 7021 Hollywood Blvd.        |
| Claude Rains                | Motion pictures             | 6400 Hollywood Blvd.        |
| Daniel Radcliffe            | Motion Pictures             |                             |
| John Raitt                  | Live theatre                | 6126 Hollywood Blvd.        |
| Bonnie Raitt                | Recording                   | 1750 N. Vine St.            |
| Esther Ralston              | Motion pictures             | 6664 Hollywood Blvd.        |
| Vera Ralston                | Motion pictures             | 1752 Vine Street            |
| Marjorie Rambeau            | Motion pictures             | 6336 Hollywood Blvd.        |
| Basil Rathbone              | Motion pictures             | 6549 Hollywood Blvd.        |
| Basil Rathbone              | Radio                       | 6300 Hollywood Blvd.        |
| Basil Rathbone              | Television                  | 6915 Hollywood Blvd.        |
| Gregory Ratoff              | Motion pictures             | 6100 Hollywood Blvd.        |
| Herbert Rawlinson           | Motion pictures             | 6150 Hollywood Blvd.        |
| Lou Rawls                   | Recording                   | 6931 Hollywood Blvd.        |
| Charles Ray                 | Motion pictures             | 6355 Hollywood Blvd.        |
| Johnnie Ray                 | Recording                   | 6201 Hollywood Blvd.        |
| Martha Raye                 | Motion pictures             | 6251 Hollywood Blvd.        |
| Martha Raye                 | Television                  | 6547 Hollywood Blvd.        |
| Gene Raymond                | Motion pictures             | 7001 Hollywood Blvd.        |
| Gene Raymond                | Television                  | 1708 Vine Street            |
| Ronald Reagan               | Television                  | 6374 Hollywood Blvd.        |
| Helen Reddy                 | Recording                   | 1750 Vine Street            |
| Donna Reed                  | Motion pictures             | 1612 Vine Street            |
| Della Reese                 | Television                  | 7060 Hollywood Blvd.        |
| Christopher Reeve           | Motion pictures             | 7021 Hollywood Blvd.        |
| George Reeves               | Television                  | 6709 Hollywood Blvd.        |
| Keanu Reeves                | Motion pictures             | 6801 Hollywood Blvd.        |
| Wallace Reid                | Motion pictures             | 6617 Hollywood Blvd         |
| Carl Reiner                 | Television                  | 6421 Hollywood Blvd.        |
| Rob Reiner                  | Motion pictures             | 6421 Hollywood Blvd.        |
| Irving Reis                 | Motion pictures             | 6912 Hollywood Blvd.        |
| Ivan Reitman                | Motion pictures             | 7024 Hollywood Blvd         |
| Lee Remick                  | Motion pictures             | 6104 Hollywood Blvd.        |
| Duncan Renaldo              | Television                  | 1680 Vine Street            |
| Henri Rene                  | Recording                   | 1610 Vine Street            |
| Ray Rennahan                | Motion pictures             | 6916 Hollywood Blvd.        |
| Jean Renoir                 | Motion pictures             | 6212 Hollywood Blvd.        |
| Burt Reynolds               | Motion pictures             | 6838 Hollywood Blvd.        |
| Debbie Reynolds             | Motion pictures             | 6654 Hollywood Blvd.        |
| Marjorie Reynolds           | Television                  | 1525 Vine Street            |
| Quentin Reynolds            | Radio                       | 6225 Hollywood Blvd.        |
| Grantland Rice              | Radio                       | 1632 Vine Street            |
| Irene Rich                  | Motion pictures             | 6225 Hollywood Blvd.        |
| Irene Rich                  | Radio                       | 6150 Hollywood Blvd.        |
| Little Richard              | Recording                   | 6840 Hollywood Blvd.        |
| Lionel Richie               | Recording                   | . 7018 Hollywood Blvd.      |
| Nelson Riddle               | Recording                   | 6724 Hollywood Blvd.        |
| Tommy and Betty Lou Riggs   | Radio                       | 6164 Hollywood Blvd.        |
| Don Rickles                 | Live theatre                | 6834 Hollywood Blvd.        |
| Rin Tin Tin                 | Motion pictures             | 1623 Vine Street            |
| Robert Ripley               | Radio                       | 6400 Hollywood Blvd         |
| John Ritter                 | Television                  | 6631 Hollywood Blvd.        |
| Tex Ritter                  | Recording                   | 6631 Hollywood Blvd.        |
| The Ritz Brothers           | Motion pictures             | 6756 Hollywood Blvd.        |
| Joan Rivers                 | Television                  | 7000 Hollywood Blvd.        |
| Hal Roach                   | Motion pictures             | 1654 Vine Street            |
| Harold Robbins              | Motion pictures             | 6743 Hollywood Blvd.        |
| Marty Robbins               | Recording                   | 6666 Hollywood Blvd.        |
| Doris Roberts               | Television                  | . 7021 Hollywood Blvd.      |
| Theodore Roberts            | Motion pictures             | 6166 Hollywood Blvd.        |
| Cliff Robertson             | Motion pictures             | 6801 Hollywood Blvd.        |
| Dale Robertson              | Television                  | 6500 Hollywood Blvd.        |
| Paul Robeson                | Motion pictures             | 6660 Hollywood Blvd.        |
| Edward G. Robinson          | Motion pictures             | 6235 Hollywood Blvd.        |
| Smokey Robinson             | Recording                   | 1500 N. Vine Street         |
| Mark Robson                 | Motion pictures             | 1720 Vine Street            |
| Eddie "Rochester" Anderson  | Radio                       | 6513 Hollywood Blvd.        |
| Chris Rock                  | Television                  | 7021 Hollywood Blvd.        |
| Gene Roddenberry            | Television                  | 6683 Hollywood Blvd.        |
| Kenny Rogers                | Recording                   | 6666 Hollywood Blvd.        |
| Charles "Buddy" Rogers      | Motion pictures             | 6135 Hollywood Blvd.        |
| Fred "Mister" Rogers        | Television                  | 6600 Hollywood Blvd.        |
| Ginger Rogers               | Motion pictures             | 6772 Hollywood Blvd.        |
| Roy Rogers                  | Motion pictures             | 1752 Vine Street            |
| Roy Rogers                  | Radio                       | 1733 Vine Street            |
| Roy Rogers                  | Television                  | 1620 Vine Street            |
| Wayne Rogers                | Television                  | 7018 Hollywood Blvd.        |
| Will Rogers                 | Motion pictures             | 6401 Hollywood Blvd.        |
| Will Rogers                 | Radio                       | 6608 Hollywood Blvd.        |
| Ruth Roland                 | Motion pictures             | 6260 Hollywood Blvd.        |
| Ruth Roman                  | Television                  | 6672 Hollywood Blvd.        |
| Cesar Romero                | Motion pictures             | 6615 Hollywood Blvd.        |
| Cesar Romero                | Television                  | 1719 Vine Street            |
| Jan and Mickey Rooney       | Live theatre                | 6801 Hollywood Blvd.        |
| Mickey Rooney               | Motion pictures             | 1718 Vine Street            |
| Mickey Rooney               | Radio                       | 6372 Hollywood Blvd         |
| Mickey Rooney               | Television                  | 6541 Hollywood Blvd         |
| David Rose                  | Recording                   | 6514 Hollywood Blvd.        |
| Roseanne                    | Television                  | 6767 Hollywood Blvd.        |
| Diana Ross                  | Recording                   | 6712 Hollywood Blvd.        |
| Lanny Ross                  | Radio                       | 6777 Hollywood Blvd         |
| Marion Ross                 | Television                  | 6420 Hollywood Blvd.        |
| Robert Rossen               | Motion pictures             | 6821 Hollywood Blvd.        |
| Lillian Roth                | Motion pictures             | 6330 Hollywood Blvd.        |
| Dan Rowan and Dick Martin   | Television                  | 7080 Hollywood Blvd.        |
| Henry Rowland               | Television                  | 6328 Hollywood Blvd.        |
| Richard Rowland             | Motion pictures             | 1549 Vine Street            |
| Alma Rubens                 | Motion pictures             | 6409 Hollywood Blvd.        |
| Arthur Rubinstein           | Recording                   | 1737 Vine Street            |
| Evelyn Rudie                | Television                  | 6800 Hollywood Blvd.        |
| Charles Ruggles             | Motion pictures             | 6264 Hollywood Blvd.        |
| Charles Ruggles             | Radio                       | 6359 Hollywood Blvd.        |
| Charles Ruggles             | Television                  | 1630 Vine Street            |
| Wesley Ruggles              | Motion pictures             | 6424 Hollywood Blvd.        |
| Rugrats                     | Television                  | 6600 Hollywood Blvd.        |
| Gail Russell                | Motion pictures             | 6933 Hollywood Blvd.        |
| Harold Russell              | Motion pictures             | 6752 Hollywood Blvd.        |
| Jane Russell                | Motion pictures             | 6850 Hollywood Blvd.        |
| Rosalind Russell            | Motion pictures             | 1708 Vine Street            |
| Ann Rutherford              | Television                  | 6333 Hollywood Blvd.        |
| Ann Rutherford              | Motion pictures             | 6834 Hollywood Blvd.        |
| Winona Ryder                | Motion pictures             | 7018 Hollywood Blvd.        |

## S
| Efternavne begyndende med S        | Efternavne begyndende med S      | Efternavne begyndende med S      |
| navn                               | kategori                         | adresse                          |
| ---------------------------------- | -------------------------------- | -------------------------------- |
| Sabu                               | Motion pictures                  | 6251 Hollywood Blvd.             |
| Carole Bayer Sager                 | Recording                        | 7021 Hollywood Blvd.             |
| Eva Marie Saint                    | Television                       | 6730 Hollywood Blvd.             |
| Eva Marie Saint                    | Motion pictures                  | 6624 Hollywood Blvd.             |
| Pat Sajak                          | Television                       | 6200 Hollywood Blvd.             |
| Soupy Sales                        | Television                       | 7000 Hollywood Blvd.             |
| George Sanders                     | Motion pictures                  | 1636 Vine Street                 |
| George Sanders                     | Television                       | 7007 Hollywood Blvd.             |
| Julia Sanderson                    | Radio                            | 1620 Vine Street                 |
| Mark Sandrich                      | Motion pictures                  | 1719 Vine Street                 |
| Isabel Sanford                     | Television                       | 7080 Hollywood Blvd.             |
| Tommy Sands                        | Recording                        | 1560 Vine Street                 |
| Carlos Santana                     | Recording                        | 7080 Hollywood Blvd.             |
| Susan Sarandon                     | Motion pictures                  | 6801 Hollywood Blvd.             |
| Cristina Saralegui                 | Television                       | 7060 Hollywood Blvd.             |
| Telly Savalas                      | Motion pictures                  | 6801 Hollywood Blvd.             |
| Joseph Schenck                     | Motion pictures                  | 6757 Hollywood Blvd.             |
| Victor Schertzinger                | Motion pictures                  | 1611 Vine Street                 |
| Lalo Schifrin                      | Recording                        | 7000 Hollywood Blvd.             |
| Joseph Schildkraut                 | Motion pictures                  | 6780 Hollywood Blvd.             |
| George Schlatter                   | Television                       | 7000 Hollywood Blvd.             |
| Ernest B. Schoedsack               | Motion pictures                  | 6270 Hollywood Blvd.             |
| B. P. Schulberg                    | Motion pictures                  | 1500 Vine Street                 |
| Charles M. Schulz                  | Television                       | 7021 Hollywood Blvd.             |
| Ernestine Schumann-Heink           | Recording                        | 6640 Hollywood Blvd.             |
| Arnold Schwarzenegger              | Motion pictures                  | 6764 Hollywood Blvd.             |
| Martin Scorsese                    | Motion pictures                  | 6801 Hollywood Blvd.             |
| Lizabeth Scott                     | Motion pictures                  | 1624 Vine Street                 |
| Martha Scott                       | Live theatre                     | 6126 Hollywood Blvd.             |
| Randolph Scott                     | Motion pictures                  | 6243 Hollywood Blvd.             |
| Zachary Scott                      | Motion pictures                  | 6349 Hollywood Blvd.             |
| Vin Scully                         | Radio                            | 6675 Hollywood Blvd.             |
| Earl Scruggs                       | Recording                        | 7021 Hollywood Blvd.             |
| Ryan Seacrest                      | Radio                            | 6801 Hollywood Blvd.             |
| George Seaton                      | Motion pictures                  | 1752 Vine Street                 |
| Dorothy Sebastian                  | Motion pictures                  | 6655 Hollywood Blvd.             |
| Neil Sedaka                        | Recording                        | Sunset & Vine                    |
| Edward Sedgwick                    | Motion pictures                  | 6801 Hollywood Blvd.             |
| Bob Seger & The Silver Bullet Band | Recording                        | 1750 Vine Street                 |
| William A. Seiter                  | Motion pictures                  | 6240 Hollywood Blvd.             |
| William Selig                      | Motion pictures                  | 6116 Hollywood Blvd.             |
| Tom Selleck                        | Motion pictures                  | 6925 Hollywood Blvd.             |
| David O. Selznick                  | Motion pictures                  | 7000 Hollywood Blvd.             |
| Lewis J. Selznick                  | Motion pictures                  | 6412 Hollywood Blvd.             |
| Larry Semon                        | Motion pictures                  | 6933 Hollywood Blvd.             |
| Mack Sennett                       | Motion pictures                  | 6710 Hollywood Blvd.             |
| Rudolf Serkin                      | Recording                        | 1751 Vine Street                 |
| Rod Serling                        | Television                       | 6840 Hollywood Blvd.             |
| Mark Serrurier                     | Motion pictures                  | 6667 Hollywood Blvd.             |
| Dr. Seuss                          | Motion pictures                  | 6600 Hollywood Blvd.             |
| Jane Seymour                       | Television                       | 700 Hollywood Blvd.              |
| Leon Shamroy                       | Motion pictures                  | 6925 Hollywood Blvd.             |
| William Shatner                    | Television                       | 6901 Hollywood Blvd.             |
| Artie Shaw                         | Recording                        | 1709 Vine Street                 |
| Robert Shaw                        | Recording                        | 1559 Vine Street                 |
| Norma Shearer                      | Motion pictures                  | 6636 Hollywood Blvd.             |
| George Shearing                    | Recording                        | 1716 Vine Street                 |
| Charlie Sheen                      | Motion pictures                  | 7021 Hollywood Blvd.             |
| Martin Sheen                       | Motion pictures                  | 1500 Vine Street                 |
| Judith Sheindlin (Judge Judy)      | Television                       | 7065 Hollywood Blvd.             |
| Sidney Sheldon                     | Television                       | 6739 Hollywood Blvd.             |
| Cybill Shepherd                    | Television                       | 7000 Hollywood Blvd.             |
| Ann Sheridan                       | Motion pictures                  | 7024 Hollywood Blvd.             |
| The Sherman Brothers               | Motion pictures                  | 6918 Hollywood Blvd.             |
| Bobby Sherwood                     | Television                       | 1625 Vine Street                 |
| Anne Shirley                       | Motion pictures                  | 7018 Hollywood Blvd.             |
| Dinah Shore                        | Radio                            | 1751 Vine Street                 |
| Dinah Shore                        | Recording                        | 6901 Hollywood Blvd.             |
| Dinah Shore                        | Television                       | 6916 Hollywood Blvd.             |
| George Sidney                      | Motion pictures                  | 6307 Hollywood Blvd.             |
| Sylvia Sidney                      | Motion pictures                  | 6245 Hollywood Blvd.             |
| Siegfried & Roy                    | Live theatre                     | 7060 Hollywood Blvd.             |
| Beverly Sills                      | Recording                        | 1750 Vine Street                 |
| Milton Sills                       | Motion pictures                  | 6263 Hollywood Blvd.             |
| Joel Silver                        | Motion pictures                  | 6925 Hollywood Blvd.             |
| Jay Silverheels                    | Television                       | 6538 Hollywood Blvd.             |
| Phil Silvers                       | Television                       | 6370 Hollywood Blvd.             |
| Ginny Simms                        | Radio                            | 6408 Hollywood Blvd.             |
| The Simpsons                       | Television                       | 7021 Hollywood Blvd.             |
| Frank Sinatra                      | Motion pictures                  | 1600 Vine Street                 |
| Frank Sinatra                      | Recording                        | 1637 Vine Street                 |
| Frank Sinatra                      | Television                       | 6538 Hollywood Blvd.             |
| Nancy Sinatra                      | Recording                        | 7000 Hollywood Blvd.             |
| John Singleton                     | Motion pictures                  | 6915 Hollywood Blvd.             |
| Penny Singleton                    | Motion pictures                  | 6547 Hollywood Blvd.             |
| Penny Singleton                    | Radio                            | 6811 Hollywood Blvd.             |
| Red Skelton                        | Radio                            | 6763 Hollywood Blvd.             |
| Red Skelton                        | Television                       | 6650 Hollywood Blvd.             |
| Everett Sloane                     | Television                       | 6254 Hollywood Blvd.             |
| Edward Small                       | Motion pictures                  | 1501 Vine Street                 |
| Aubrey Smith                       | Motion pictures                  | 6327 Hollywood Blvd.             |
| Carl Smith                         | Recording                        | 1517 Vine Street                 |
| Jack Smith                         | Radio                            | 6145 Hollywood Blvd.             |
| Jaclyn Smith                       | Television                       | 7000 Hollywood Blvd.             |
| Kate Smith                         | Recording                        | 6157 Hollywood Blvd.             |
| Kate Smith                         | Radio                            | 6145 Hollywood Blvd.             |
| Keely Smith                        | Recording                        | 7080 Hollywood Blvd.             |
| Pete Smith                         | Motion pictures                  | 1621 Vine Street                 |
| The Smothers Brothers              | Television                       | 6555 Hollywood Blvd.             |
| Wesley Snipes                      | Motion pictures                  | 7018 Hollywood Blvd.             |
| Snow White                         | Motion pictures                  | 6910 Hollywood Blvd.             |
| Suzanne Somers                     | Television                       | 7018 Hollywood Blvd.             |
| Sonny & Cher                       | Television                       | 7018 Hollywood Blvd.             |
| The Sons of the Pioneers           | Recording                        | 6845 Hollywood Blvd.             |
| Ann Sothern                        | Motion pictures                  | 1612 Vine Street                 |
| Ann Sothern                        | Television                       | 1634 Vine Street                 |
| John Philip Sousa                  | Recording                        | 1500 Vine Street                 |
| Kevin Spacey                       | Motion pictures                  | 6801 Hollywood Blvd.             |
| David Spade                        | Motion pictures                  | 7018 Hollywood Blvd.             |
| Britney Spears                     | Recording                        | 6801 Hollywood Blvd.             |
| Aaron Spelling                     | Television                       | 6667 Hollywood Blvd.             |
| Arthur Spiegel                     | Motion pictures                  | 1680 Vine Street                 |
| Steven Spielberg                   | Motion pictures                  | 6801 Hollywood Blvd.             |
| The Spinners                       | Recording                        | 6723 Hollywood Blvd.             |
| Phil Spitalny                      | Radio                            | 6364 Hollywood Blvd.             |
| Adela Rogers St. Johns             | Motion pictures                  | 6424 Hollywood Blvd.             |
| Alfred St. John                    | Motion pictures                  | 6313 Hollywood Blvd.             |
| Robert Stack                       | Motion pictures                  | 7001 Hollywood Blvd.             |
| Hanley Stafford                    | Radio                            | 1640 Vine Street                 |
| Jo Stafford                        | Radio                            | 1709 Vine Street                 |
| Jo Stafford                        | Recording                        | 1625 Vine Street                 |
| Jo Stafford                        | Television                       | 6270 Hollywood Blvd.             |
| John M. Stahl                      | Motion pictures                  | 6546 Hollywood Blvd.             |
| Sylvester Stallone                 | Motion pictures                  | 6712 Hollywood Blvd.             |
| Barbara Stanwyck                   | Motion pictures                  | 1751 Vine Street                 |
| Pauline Starke                     | Motion pictures                  | 6125 Hollywood Blvd.             |
| Kay Starr                          | Recording                        | 1716 Vine Street                 |
| Ralph Staub                        | Motion pictures                  | 1752 Vine Street                 |
| Eleanor Steber                     | Recording                        | 1708 Vine Street                 |
| The Real Don Steele                | Radio                            | 7080 Hollywood Blvd.             |
| Rod Steiger                        | Motion pictures                  | 7080 Hollywood Blvd.             |
| Jules C. Stein                     | Motion pictures                  | 6821 Hollywood Blvd.             |
| William Steinberg                  | Recording                        | 1645 Vine Street                 |
| Max Steiner                        | Motion pictures                  | 1559 Vine Street                 |
| Ford Sterling                      | Motion pictures                  | 6612 Hollywood Blvd.             |
| Jan Sterling                       | Motion pictures                  | 6638 Hollywood Blvd.             |
| Robert Sterling                    | Television                       | 1709 Vine Street                 |
| Bill Stern                         | Radio                            | 6821 Hollywood Blvd.             |
| Isaac Stern                        | Recording                        | 6540 Hollywood Blvd.             |
| The Steve Miller Band              | Recording                        | 1750 Vine Street                 |
| Connie Stevens                     | Television                       | 6249 Hollywood Blvd.             |
| George Stevens                     | Motion pictures                  | 1709 Vine Street                 |
| Mark Stevens                       | Television                       | 6637 Hollywood Blvd.             |
| Onslow Stevens                     | Motion pictures                  | 6349 Hollywood Blvd.             |
| Anita Stewart                      | Motion pictures                  | 6724 Hollywood Blvd.             |
| James Stewart                      | Motion pictures                  | 1708 Vine Street                 |
| Patrick Stewart                    | Live theatre                     | 7021 Hollywood Blvd.             |
| Rod Stewart                        | Recording                        | 6801 Hollywood Blvd.             |
| Mauritz Stiller                    | Motion pictures                  | 1713 Vine Street                 |
| Sting                              | Recording                        | 6834 Hollywood Blvd.             |
| Frederick Stock                    | Recording                        | 1547 Vine Street                 |
| Leopold Stokowski                  | Recording                        | 1600 Vine Street                 |
| Dean Stockwell                     | Motion pictures                  | 7000 Hollywood Blvd.             |
| Mike Stoller and Jerry Leiber      | se Jerry Leiber and Mike Stoller | se Jerry Leiber and Mike Stoller |
| Morris Stoloff                     | Recording                        | 6702 Hollywood Blvd.             |
| Andrew L. Stone                    | Motion pictures                  | 6777 Hollywood Blvd.             |
| Cliffie Stone                      | Radio                            | 1501 Vine Street                 |
| Ezra Stone                         | Radio                            | 1634 Vine Street                 |
| Fred Stone                         | Motion pictures                  | 1634 Vine Street                 |
| George E. Stone                    | Motion pictures                  | 6932 Hollywood Blvd.             |
| Lewis Stone                        | Motion pictures                  | 6526 Hollywood Blvd.             |
| Milburn Stone                      | Motion pictures                  | 6823 Hollywood Blvd.             |
| Oliver Stone                       | Motion pictures                  | 7013 Hollywood Blvd.             |
| Sharon Stone                       | Motion pictures                  | 6925 Hollywood Blvd.             |
| Edith Storey                       | Motion pictures                  | 1523 Vine Street                 |
| Gale Storm                         | Radio                            | 6119 Hollywood Blvd.             |
| Gale Storm                         | Recording                        | 1519 Vine Street                 |
| Gale Storm                         | Television                       | 1680 Vine Street                 |
| Bill Stout                         | Television                       | 1500 Vine Street                 |
| Lee Strasberg                      | Motion pictures                  | 6757 Hollywood Blvd.             |
| Igor Stravinsky                    | Radio                            | 6340 Hollywood Blvd.             |
| Meryl Streep                       | Motion pictures                  | 7018 Hollywood Blvd.             |
| Barbra Streisand                   | Motion pictures                  | 6925 Hollywood Blvd.             |
| Strongheart                        | Motion pictures                  | 1724 Vine Street                 |
| Gloria Stuart                      | Motion pictures                  | 6714 Hollywood Blvd.             |
| John Sturges                       | Motion pictures                  | 6511 Hollywood Blvd.             |
| Preston Sturges                    | Motion pictures                  | 1601 Vine Street                 |
| Margaret Sullavan                  | Motion pictures                  | 1751 Vine Street                 |
| Barry Sullivan                     | Motion pictures                  | 6160 Hollywood Blvd.             |
| Barry Sullivan                     | Television                       | 1500 Vine Street                 |
| Ed Sullivan                        | Television                       | 6101 Hollywood Blvd.             |
| Yma Súmac                          | Recording                        | 6445 Hollywood Blvd.             |
| Donna Summer                       | Recording                        | 7000 Hollywood Blvd.             |
| Slim Summerville                   | Motion pictures                  | 6409 Hollywood Blvd.             |
| KC and the Sunshine Band           | Recording                        | 7080 Hollywood Blvd.             |
| The Supremes                       | Recording                        | 7060 Hollywood Blvd.             |
| Mack Swain                         | Motion pictures                  | 1500 Vine Street                 |
| Gloria Swanson                     | Television                       | 6301 Hollywood Blvd.             |
| Gloria Swanson                     | Motion pictures                  | 6750 Hollywood Blvd.             |
| Gladys Swarthout                   | Recording                        | 6290 Hollywood Blvd.             |
| Patrick Swayze                     | Motion pictures                  | 7021 Hollywood Blvd.             |
| Blanche Sweet                      | Motion pictures                  | 1751 Vine Street                 |
| Loretta Swit                       | Television                       | 6240 Hollywood Blvd.             |
| Joseph Szigeti                     | Recording                        | 6600 Hollywood Blvd.             |

## T
| Efternavne begyndende med T     | Efternavne begyndende med T | Efternavne begyndende med T |
| navn                            | kategori                    | adresse                     |
| ------------------------------- | --------------------------- | --------------------------- |
| George Takei                    | Television                  | 6681 Hollywood Blvd.        |
| Mabel Taliaferro                | Motion pictures             | 6720 Hollywood Blvd.        |
| Constance Talmadge              | Motion pictures             | 6300 Hollywood Blvd.        |
| Norma Talmadge                  | Motion pictures             | 1500 Vine Street            |
| Akim Tamiroff                   | Motion pictures             | 1634 Vine Street            |
| Jessica Tandy                   | Motion pictures             | 6284 Hollywood Blvd.        |
| Norman Taurog                   | Motion pictures             | 1600 Vine Street            |
| Elizabeth Taylor                | Motion pictures             | 6336 Hollywood Blvd.        |
| Estelle Taylor                  | Motion pictures             | 1620 Vine Street            |
| Kent Taylor                     | Television                  | 6818 Hollywood Blvd.        |
| Rip Taylor                      | Live theatre                | 6625 Hollywood Blvd.        |
| Robert Taylor                   | Motion pictures             | 1500 Vine Street            |
| Ruth Ashton Taylor              | Television                  | 1540 Vine Street            |
| Renata Tebaldi                  | Recording                   | 6628 Hollywood Blvd.        |
| Shirley Temple                  | Motion pictures             | 1500 Vine Street            |
| Alec Templeton                  | Radio                       | 1724 Vine Street            |
| The Temptations                 | Recording                   | 7060 Hollywood Blvd.        |
| Alice Terry                     | Motion pictures             | 6626 Hollywood Blvd.        |
| John Tesh                       | Television                  | 7021 Hollywood Blvd.        |
| Irving Thalberg                 | Motion pictures             | 7006 Hollywood Blvd.        |
| Phyllis Thaxter                 | Motion pictures             | 6531 Hollywood Blvd.        |
| Blanche Thebom                  | Recording                   | 1651 Vine Street            |
| Charlize Theron                 | Motion pictures             | 6801 Hollywood Blvd.        |
| Bob Thomas                      | Motion pictures             | 6841 Hollywood Blvd.        |
| Danny Thomas                    | Television                  | 6901 Hollywood Blvd.        |
| Jay Thomas                      | Radio                       | 6161 Hollywood Blvd.        |
| John Carlos Thomas              | Recording                   | 6933 Hollywood Blvd.        |
| Lowell Thomas                   | Motion pictures             | 6433 Hollywood Blvd.        |
| Lowell Thomas                   | Radio                       | 1752 Vine Street            |
| Marlo Thomas                    | Television                  | 6904 Hollywood Blvd.        |
| Bill Thompson                   | Radio                       | 7021 Hollywood Blvd.        |
| Fred Thomson                    | Motion pictures             | 6850 Hollywood Blvd.        |
| Billy Bob Thornton              | Motion pictures             | 6801 Hollywood Blvd.        |
| Richard Thorpe                  | Motion pictures             | 6101 Hollywood Blvd.        |
| The Three Stooges               | Motion pictures             | 1560 Vine Street            |
| Lawrence Tibbett                | Recording                   | 6325 Hollywood Blvd.        |
| Gene Tierney                    | Motion pictures             | 6125 Hollywood Blvd.        |
| Steve Tisch                     | Motion pictures             | 6522 Hollywood Blvd.        |
| Genevieve Tobin                 | Motion pictures             | 6119 Hollywood Blvd.        |
| Thelma Todd                     | Motion pictures             | 6262 Hollywood Blvd.        |
| Tom Petty and the Heartbreakers | Recording                   | 7018 Hollywood Blvd.        |
| Franchot Tone                   | Motion pictures             | 6560 Hollywood Blvd.        |
| Regis Toomey                    | Motion pictures             | 7021 Hollywood Blvd.        |
| Mel Tormé                       | Recording                   | 1541 Vine Street            |
| David Torrence                  | Motion pictures             | 6564 Hollywood Blvd.        |
| Ernest Torrence                 | Motion pictures             | 6801 Hollywood Blvd.        |
| Arturo Toscanini                | Radio                       | 6336 Hollywood Blvd.        |
| Arturo Toscanini                | Recording                   | 6725 Hollywood Blvd.        |
| Maurice Tourneur                | Motion pictures             | 6243 Hollywood Blvd.        |
| Lee Tracy                       | Motion pictures             | 1638 Vine Street            |
| Spencer Tracy                   | Motion pictures             | 6814 Hollywood Blvd.        |
| Helen Traubel                   | Recording                   | 6422 Hollywood Blvd.        |
| Fred Travalena                  | Television                  | 7018 Hollywood Blvd.        |
| Randy Travis                    | Recording                   | 7021 Hollywood Blvd.        |
| John Travolta                   | Motion pictures             | 6901 Hollywood Blvd.        |
| Arthur Treacher                 | Motion pictures             | 6274 Hollywood Blvd.        |
| Alex Trebek                     | Television                  | 6501Hollywood Blvd.         |
| Claire Trevor                   | Motion pictures             | 6933 Hollywood Blvd.        |
| Laurence Trimble                | Motion pictures             | 6340 Hollywood Blvd.        |
| Ernest Truex                    | Television                  | 6721 Hollywood Blvd.        |
| Ernest Tubb                     | Recording                   | 1751 Vine Street            |
| Forrest Tucker                  | Motion pictures             | 6385 Hollywood Blvd.        |
| Sophie Tucker                   | Motion pictures             | 6321 Hollywood Blvd.        |
| Thomas L. Tully                 | Motion pictures             | 6119 Hollywood Blvd.        |
| Charlie Tuna                    | Radio                       | 1560 Vine Street            |
| Tommy Tune                      | Live theatre                | 1777 Vine Street            |
| Lana Turner                     | Motion pictures             | 6241 Hollywood Blvd.        |
| Ted Turner                      | Motion pictures             | 7000 Hollywood Blvd.        |
| Tina Turner                     | Recording                   | 1750 N. Vine Street         |
| Ben Turpin                      | Motion pictures             | 1651 Vine Street            |
| Lurene Tuttle                   | Radio                       | 1760 Vine Street            |
| Lurene Tuttle                   | Television                  | 7011 Hollywood Blvd.        |
| Helen Twelvetrees               | Motion pictures             | 6263 Hollywood Blvd.        |
| Cicely Tyson                    | Motion pictures             | 7080 Hollywood Blvd.        |

## U
| Efternavne begyndende med U | Efternavne begyndende med U | Efternavne begyndende med U |
| navn                        | kategori                    | adresse                     |
| --------------------------- | --------------------------- | --------------------------- |
| Robert Urich                | Television                  | 7083 Hollywood Blvd.        |

## V
| Efternavne begyndende med V | Efternavne begyndende med V | Efternavne begyndende med V |
| navn                        | kategori                    | adresse                     |
| --------------------------- | --------------------------- | --------------------------- |
| Ritchie Valens              | Recording                   | 6733 Hollywood Blvd.        |
| Jack Valenti                | Motion pictures             | 7000 Hollywood Blvd.        |
| Rudolph Valentino           | Motion pictures             | 6164 Hollywood Blvd.        |
| Rudy Vallée                 | Radio                       | 1632 Vine Street            |
| Virginia Valli              | Motion pictures             | 6125 Hollywood Blvd.        |
| Mamie Van Doren             | Motion pictures             | 7057 Hollywood Blvd.        |
| Dick Van Dyke               | Television                  | 7021 Hollywood Blvd.        |
| Woody Van Dyke              | Motion pictures             | 6141 Hollywood Blvd.        |
| Jo Van Fleet                | Motion pictures             | 7010 Hollywood Blvd.        |
| Dick Van Patten             | Television                  | 1541 N. Vine Street         |
| Vivian Vance                | Television                  | 7000 Hollywood Blvd.        |
| Vera Vauge                  | Motion pictures             | 1720 Vine Street            |
| Vera Vauge                  | Radio                       | 1639 Vine Street            |
| Sarah Vaughan               | Recording                   | 6834 Hollywood Blvd.        |
| Sarah Vaughan               | Recording                   | 1724 Vine Street            |
| Robert Vaughn               | Motion pictures             | 6633 Hollywood Blvd         |
| Lupe Vélez                  | Motion pictures             | 6927 Hollywood Blvd.        |
| Evelyn Venable              | Motion pictures             | 1500 Vine Street            |
| Billy Vera                  | Recording                   | 1770 Vine Street            |
| Vera-Ellen                  | Motion pictures             | 7083 Hollywood Blvd.        |
| Elena Verdugo               | Television                  | 1709 Vine Street            |
| Bobby Vernon                | Motion pictures             | 6825 Hollywood Blvd.        |
| Charles Vidor               | Motion pictures             | 6676 Hollywood Blvd.        |
| King Vidor                  | Motion pictures             | 6743 Hollywood Blvd.        |
| Gene Vincent                | Recording                   | 1749 N.Vine St.             |
| Bobby Vinton                | Recording                   | 6916 Hollywood Blvd.        |
| Josef Von Sternberg         | Motion pictures             | 6401 Hollywood Blvd.        |
| Erich von Stroheim          | Motion pictures             | 6826 Hollywood Blvd.        |
| Harry von Zell              | Radio                       | 6521 Hollywood Blvd.        |

## W
| Efternavne begyndende med W     | Efternavne begyndende med W        | Efternavne begyndende med W        |
| navn                            | kategori                           | adresse                            |
| ------------------------------- | ---------------------------------- | ---------------------------------- |
| Lindsay Wagner                  | Television                         | 6767 Hollywood Blvd.               |
| Robert Wagner                   | Motion pictures                    | 7021 Hollywood Blvd.               |
| Robert Wagner                   | Recording                          | 7001 Hollywood Blvd.               |
| Jimmy Wakely                    | Recording                          | 1680 Vine Street                   |
| Clint Walker                    | Television                         | 1505 Vine Street                   |
| Robert Walker                   | Motion pictures                    | 1709 Vine Street                   |
| Mike Wallace                    | Television                         | 6263 Hollywood Blvd.               |
| Richard Wallace                 | Motion pictures                    | 1560 Vine Street                   |
| James Wallington                | Radio                              | 6660 Hollywood Blvd.               |
| Raoul Walsh                     | Motion pictures                    | 6135 Hollywood Blvd.               |
| Ray Walston                     | Live theatre                       | 7070 Hollywood Blvd.               |
| Bruno Walter                    | Recording                          | 6902 Hollywood Blvd.               |
| Charles Walters                 | Motion pictures                    | 6402 Hollywood Blvd.               |
| Henry B. Walthall               | Motion pictures                    | 6201 Hollywood Blvd.               |
| Jay Ward                        | Television                         | 7080 Hollywood Blvd.               |
| Fred Waring                     | Radio                              | 6556 Hollywood Blvd.               |
| Fred Waring                     | Recording                          | 6300 Hollywood Blvd.               |
| Fred Waring                     | Television                         | 1751 Vine Street                   |
| H. B. Warner                    | Motion pictures                    | 6600 Hollywood Blvd.               |
| Harry Warner                    | Motion pictures                    | 6441 Hollywood Blvd.               |
| Jack Warner                     | Motion pictures                    | 6541 Hollywood Blvd.               |
| Sam Warner                      | Motion pictures                    | 6201 Hollywood Blvd.               |
| Diane Warren                    | Recording                          | 7021 Hollywood Blvd.               |
| Ruth Warrick                    | Motion pictures                    | 6689 Hollywood Blvd.               |
| Dionne Warwick                  | Recording                          | 6922 Hollywood Blvd.               |
| Willard Waterman                | Radio                              | 1601 Vine Street                   |
| The Watson Family               | Motion pictures                    | 6674 Hollywood Blvd.               |
| John Wayne                      | Motion pictures                    | 1541 Vine Street                   |
| Dennis Weaver                   | Television                         | 6822 Hollywood Blvd.               |
| Sigourney Weaver                | Motion pictures                    | 7021 Hollywood Blvd.               |
| Clifton Webb                    | Motion pictures                    | 6850 Hollywood Blvd                |
| Jack Webb                       | Radio                              | 7040 Hollywood Blvd.               |
| Jack Webb                       | Television                         | 6278 Hollywood Blvd.               |
| Richard Webb                    | Television                         | 7059 Hollywood Blvd.               |
| Andrew Lloyd Webber             | Live theatre                       | 6233 Hollywood Blvd.               |
| Lois Weber                      | Motion pictures                    | 6518 Hollywood Blvd.               |
| Ted Weems                       | Recording                          | 1680 Vine Street                   |
| Jerry Weintraub                 | Motion pictures                    | 6931 Hollywood Blvd.               |
| Johnny Weissmuller              | Television                         | 6541 Hollywood Blvd.               |
| Raquel Welch                    | Motion pictures                    | 7021 Hollywood Blvd.               |
| Lawrence Welk                   | Recording                          | 6613 Hollywood Blvd                |
| Lawrence Welk                   | Television                         | 1601 Vine Street                   |
| Orson Welles                    | Motion pictures                    | 1600 Vine Street                   |
| Orson Welles                    | Radio                              | 6552 Hollywood Blvd.               |
| William A. Wellman              | Motion pictures                    | 6125 Hollywood Blvd.               |
| Bill Welsh                      | Television                         | 6362 Hollywood Blvd.               |
| Mae West                        | Motion pictures                    | 1560 Vine Street                   |
| Paul Weston                     | Recording                          | 1535 Vine Street                   |
| Haskell Wexler                  | Motion pictures                    | 7070 Hollywood Blvd.               |
| Alice White                     | Motion pictures                    | 1511 Vine Street                   |
| Betty White                     | Television                         | 6747 Hollywood Blvd.               |
| Jack White                      | Motion pictures                    | 6366 Hollywood Blvd.               |
| Jules White                     | Motion pictures                    | 1559 Vine Street                   |
| Pearl White                     | Motion pictures                    | 6838 Hollywood Blvd.               |
| Vanna White                     | Television                         | 7018 Hollywood Blvd.               |
| Paul Whiteman                   | Recording                          | 6157 Hollywood Blvd.               |
| Paul Whiteman                   | Radio                              | 1601 Vine Street                   |
| Barbara Whiting Smith           | Television                         | 6443 Hollywood Blvd.               |
| Margaret Whiting                | Recording                          | 6623 Hollywood Blvd.               |
| Slim Whitman                    | Recording                          | 1709 Vine Street                   |
| Stuart Whitman                  | Motion pictures                    | 7083 Hollywood Blvd                |
| James Whitmore                  | Television                         | 6611 Hollywood Blvd                |
| Dick Whittinghill               | Radio                              | 6384 Hollywood Blvd.               |
| Richard Widmark                 | Motion pictures                    | 6800 Hollywood Blvd.               |
| Henry Wilcoxon                  | Motion pictures                    | 6256 Hollywood Blvd.               |
| Cornel Wilde                    | Motion pictures                    | 1635 Vine Street                   |
| Billy Wilder                    | Motion pictures                    | 1751 Vine Street                   |
| Tichi Wilkerson Kassel          | Motion pictures                    | 7000 Hollywood Blvd.               |
| Warren William                  | Motion pictures                    | 1559 Vine Street                   |
| Andy Williams                   | Recording                          | 6667 Hollywood Blvd.               |
| Bill Williams                   | Television                         | 6145 Hollywood Blvd.               |
| Billy Dee Williams              | Motion pictures                    | 1521 Vine Street                   |
| Cindy Williams & Penny Marshall | se Penny Marshall & Cindy Williams | se Penny Marshall & Cindy Williams |
| Earle Williams                  | Motion pictures                    | 1560 Vine Street                   |
| Esther Williams                 | Motion pictures                    | 1560 Vine Street                   |
| Guy Williams                    | Motion pictures                    | 7080 Hollywood Blvd.               |
| Hank Williams                   | Recording                          | 6400 Hollywood Blvd.               |
| Joe Williams                    | Recording                          | 6508 Hollywood Blvd.               |
| Kathlyn Williams                | Motion pictures                    | 7038 Hollywood Blvd                |
| Paul Williams                   | Recording                          | 6931 Hollywood Blvd.               |
| Robin Williams                  | Motion pictures                    | 6925 Hollywood Blvd.               |
| Roger Williams                  | Recording                          | 1533 Vine Street                   |
| Tex Williams                    | Radio                              | 6412 Hollywood Blvd.               |
| Dave Willock                    | Television                         | 6358 Hollywood Blvd.               |
| Bruce Willis                    | Motion pictures                    | 6915 Hollywood Blvd                |
| Chill Wills                     | Motion pictures                    | 6923 Hollywood Blvd.               |
| Meredith Willson                | Radio                              | 6411 Hollywood Blvd                |
| Carey Wilson                    | Motion pictures                    | 6301 Hollywood Blvd.               |
| Don Wilson                      | Radio                              | 1500 Vine Street                   |
| Lois Wilson                     | Motion pictures                    | 6933 Hollywood Blvd.               |
| Marie Wilson                    | Radio                              | 6301 Hollywood Blvd.               |
| Marie Wilson                    | Television                         | 6765 Hollywood Blvd.               |
| Marie Wilson                    | Motion pictures                    | 6601 Hollywood Blvd.               |
| Nancy Wilson                    | Recording                          | 6541 Hollywood Blvd.               |
| Paul Winchell                   | Television                         | 6333 Hollywood Blvd.               |
| Paul Winchell                   | Radio                              | 6714 Hollywood Blvd.               |
| Walter Winchell                 | Television                         | 1645 Vine Street                   |
| Claire Windsor                  | Motion pictures                    | 7021 Hollywood Blvd.               |
| Marie Windsor                   | Motion pictures                    | 1549 N. Vine Street                |
| Toby Wing                       | Motion pictures                    | 6561 Hollywood Blvd.               |
| Henry Winkler                   | Television                         | 623 Hollywood Blvd.                |
| Irwin Winkler                   | Motion pictures                    | 6801 Hollywood Blvd.               |
| Charles Winninger               | Radio                              | 6333 Hollywood Blvd.               |
| Stan Winston                    | Motion pictures                    | 6522 Hollywood Blvd.               |
| Hugo Winterhalter               | Recording                          | 1600 Vine Street                   |
| Jonathan Winters                | Television                         | 6290 Hollywood Blvd.               |
| Shelley Winters                 | Motion pictures                    | 1752 Vine Street                   |
| Robert Wise                     | Motion pictures                    | 6340 Hollywood Blvd.               |
| Jane Withers                    | Motion pictures                    | 6119 Hollywood Blvd.               |
| David L. Wolper                 | Television                         | Sunset & Vine                      |
| Stevie Wonder                   | Recording                          | 7050 Hollywood Blvd.               |
| Anna May Wong                   | Motion pictures                    | 1708 Vine Street                   |
| Natalie Wood                    | Motion pictures                    | 7000 Hollywood Blvd.               |
| Sam Wood                        | Motion pictures                    | 6714 Hollywood Blvd.               |
| Woody Woodpecker                | Motion pictures                    | 7000 Hollywood Blvd.               |
| Donald Woods                    | Television                         | 6260 Hollywood Blvd.               |
| James Woods                     | Motion pictures                    | 7021 Hollywood Blvd.               |
| Joanne Woodward                 | Motion pictures                    | 6801 Hollywood Blvd.               |
| Monty Woolley                   | Motion pictures                    | 6542 Hollywood Blvd.               |
| Fay Wray                        | Motion pictures                    | 6349 Hollywood Blvd.               |
| Teresa Wright                   | Motion pictures                    | 1680 Vine Street                   |
| Teresa Wright                   | Television                         | 6405 Hollywood Blvd.               |
| Jane Wyatt                      | Television                         | 6350 Hollywood Blvd.               |
| William Wyler                   | Motion pictures                    | 1731 Vine Street                   |
| Jane Wyman                      | Motion pictures                    | 6607 Hollywood Blvd.               |
| Jane Wyman                      | Television                         | 1620 Vine Street                   |
| Ed Wynn                         | Motion pictures                    | 1541 Vine Street                   |
| Ed Wynn                         | Radio                              | 6333 Hollywood Blvd.               |
| Ed Wynn                         | Television                         | 6426 Hollywood Blvd.               |
| Keenan Wynn                     | Television                         | 1515 Vine Street.                  |
| Emma Watson                     | Motion Pictures                    |                                    |

## X
(Der er ingen stjerner på Hollywood Walk of Fame hvis efternavn begynder med 'X')

## Y
| Efternavne begyndende med Y | Efternavne begyndende med Y | Efternavne begyndende med Y |
| navn                        | kategori                    | adresse                     |
| --------------------------- | --------------------------- | --------------------------- |
| Dwight Yoakam               | Recording                   | 7021 Hollywood Blvd.        |
| Michael York                | Motion pictures             | 6385 Hollywood Blvd.        |
| Alan Young                  | Radio                       | 6927 Hollywood Blvd.        |
| Carleton G. Young           | Radio                       | 6733 Hollywood Blvd.        |
| Clara Kimball Young         | Motion pictures             | 6513 Hollywood Blvd.        |
| Gig Young                   | Television                  | 6821 Hollywood Blvd.        |
| Loretta Young               | Motion pictures             | 6100 Hollywood Blvd.        |
| Loretta Young               | Television                  | 6135 Hollywood Blvd.        |
| Robert Young                | Motion pictures             | 6933 Hollywood Blvd.        |
| Robert Young                | Radio                       | 1620 Vine Street            |
| Robert Young                | Television                  | 6360 Hollywood Blvd.        |
| Roland Young                | Motion pictures             | 6523 Hollywood Blvd.        |
| Roland Young                | Television                  | 6315 Hollywood Blvd.        |
| Victor Young                | Recording                   | 6363 Hollywood Blvd.        |

## Z
| Efternavne begyndende med Z | Efternavne begyndende med Z | Efternavne begyndende med Z |
| navn                        | kategori                    | adresse                     |
| --------------------------- | --------------------------- | --------------------------- |
| Florian Zabach              | Television                  | 6505 Hollywood Blvd.        |
| Darryl F. Zanuck            | Motion pictures             | 6336 Hollywood Blvd.        |
| Richard D. Zanuck           | Motion pictures             | 6915 Hollywood Blvd.        |
| Carmen Zapata               | Live theatre                | 6357 Hollywood Blvd.        |
| Renée Zellweger             | Motion pictures             | 7000 Hollywood Blvd.        |
| Robert Zemeckis             | Motion pictures             | 6925 Hollywood Blvd.        |
| Efrem Zimbalist, Jr.        | Television                  | 7095 Hollywood Blvd.        |
| Fred Zinnemann              | Motion pictures             | 6629 Hollywood Blvd.        |
| Adolph Zukor                | Motion pictures             | 1617 Vine Street            |